# Палацово-парковий ансамбль «Самчики»
Пала́цово-па́рковий анса́мбль «Са́мчики» — музей-садиба у селі Самчики на схід від Старокостянтинова (Хмельницька область). Палац є одним із найкраще збережених, що дало змогу облаштувати музей-садибу. У всеукраїнському конкурсі «Сім чудес України», проведеному в 2007 році, садиба у Самчиках була одним із номінантів від Хмельницької області.

## Виникнення
Садибу в селі Самчики почав облаштовувати Ян Хоєцький на початку 18 ст. З тих часів зберігся так званий Старий палац 1725 року побудови. Невиразна архітектура старої будівлі спонукала інших хазяїв використовувати її переважно як службове приміщення нового палацу.
Наступним власником був полковник Петро Чечель (1754–1843), гайсинський староста. Саме під час його господарювання маєток набув нового вигляду: було збудовано палац, два флігелі, в'їзну браму, оранжереї (серед них і теплицю відкритого типу «Сад в мурах»), стайні. Також Чечель провів реконструкцію в романтичному пейзажному стилі парку Хоєцьких. Маєток був тоді огороджений муром. Син Петра Чечеля Ян одружився з Людвікою Якубовською у 1822 році, і тоді ж батько подарував синові Самчики та інші села. Ян та Петро померли в один рік (1843), і маєток успадкувала Людвіка, а згодом Якуб, син Яна та Людвіки. Якуб продовжував розвивати освіту та культуру у своїх володіннях, наприклад, у 1854 році у Самчиках він заснував сільську музичну школу гри на духових та струнно-смичкових музичних інструментах, а також оркестр, яким керував Родерік-Август Браун, відомий польський композитор, диригент та скрипаль.
Якуб Чечель підтримав учасників польського повстання 1863 року. В бою з російською армією неподалік села Салиха він був поранений і закатований до смерті в полоні. Маєток Чечелів царат конфіскував. У січні 1867 року маєток викупив житомирський купець першої гільдії Купріян Абрамович Ляшков. Наступним власником садиби у 1870 р. став Іван Угрімов. Угрімови збудували власним коштом школу та відкрили сільську бібліотеку, за їх господарювання маєток відвідували визначні діячі культури, освіти й науки як Російської імперії, так і Європи. У 1902 році маєток викупив Михайло Шестаков (1856 — 1926 рр.), який володів ним до 1918 року.

## Занепад і відродження
Після Лютневої революції руйнувались неоціненної ваги пам'ятки, гинули люди… Багато палаців перетворилося в попіл, але Самчинецький зусиллям селян збережено. Маєток стояв порожнім до 1922 року. Інтер'єр палацу зазнав руйнувань. Пропали десюдепорти у всіх залах палацу, згоріла у вогні 1918 року чудова скульптура фонтану, відбито голови, руки в путті біля скульптур левів на Графських воротах, знищено герб Чечелів «Єліта» в тимпані фронтону парадного порталу, знято мистецькі стулки Графських воріт, на паливо пішов найкращий паркет Круглої зали, забетоновані вишукані балюстради ґанків бічних фасадів палацу… Твори мистецтва вивезли до музеїв Житомира та Києва.
Будівлі маєтку, зокрема й палацу, використовував місцевий радгосп під житло, клуб, бібліотеку, фельдшерсько-акушерський пункт, у літній час — під піонерський табір. Для господарських потреб розібрали оранжерею, конюшню й каретну із мезоніном, будинок для службовців.
Зазнав утрат маєток й під час Другої світової війни, особливо палац. По війні радгосп знову господарював у маєтку. У 1956 році на його базі заснована Хмельницька державна дослідна сільгоспстанція; наукові відділи розміщено в будівлях маєтку. Дослідна станція влаштувала в палаці агрохімлабораторію, хімікатами просякли стіни залів, поширився грибок, котрий руйнує до сьогодні дерев'яні конструкції.
У 1958 році знищено унікальний комплекс господарських споруд маєтку Хоєцьких початку XVIII ст., побудованих в характері оборонної споруди. Подібних споруд в Україні не збереглося. Частково зруйновано первісну просторово-планувальну систему парку, знищено авторську композицію побудови пейзажу біля паркового фасаду, а в 1971 році повністю зруйнували найкрасивіший елемент парку — альтанку (бельведер) та яр — рукотворний рельєф маєтку.
У 1960 році парк оголошено пам'яткою садово-паркового мистецтва, а у 1979 році палацо-парковий ансамбль — пам'яткою історико-культурної спадщини України.
Аби зберегти маєток, його історичну, мистецьку цінність, рішенням Хмельницького облвиконкому від 15 серпня 1990 року за № 143, на базі палацово-паркового ансамблю «Самчики» створено відділ обласного краєзнавчого музею — «Музей-маєток Самчики». Постановою Кабінету Міністрів України № 844 від 5 серпня 1997 р. маєток оголошено Державним історико-культурним заповідником «Самчики».
Сьогодні заповідник є об'єктом природно-заповідного фонду України — парком-пам'яткою садово-паркового мистецтва загальнодержавного значення «Самчиківський парк» та пам'яткою історико-культурної спадщини України — палацово-парковим ансамблем.
У маєтку неодноразово знімались фільми. Зокрема, тут було відзнято багато сцен серіалу «Зачароване кохання», а у 2013 році — серіалу «Вовче сонце», вихід якого на телеекрани планувався на 2014 рік. У масовках до фільму часто з'являються місцеві селяни.

## Опис палацу

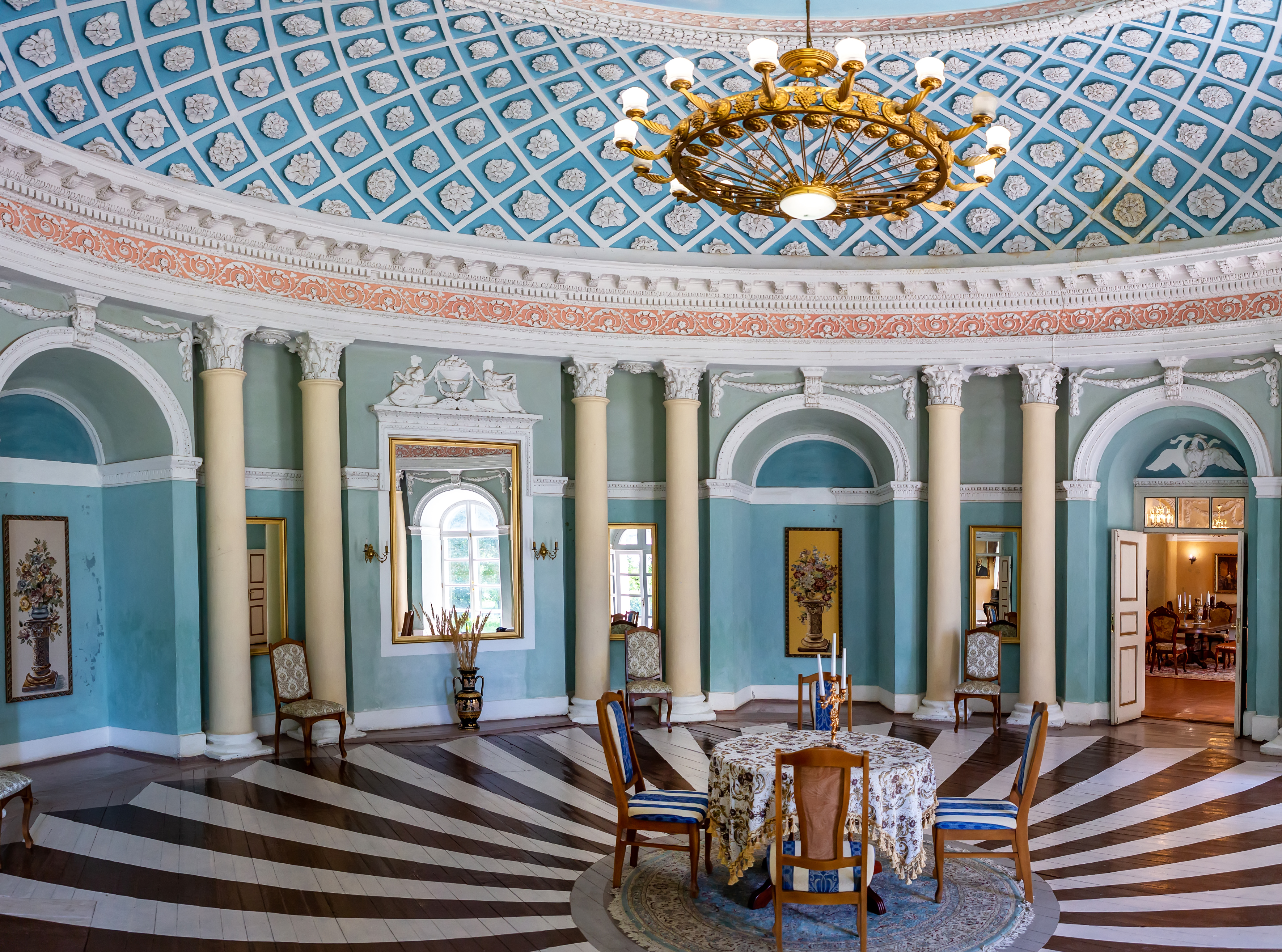
Панорама блакитної кімнати

Панський дім (палац) одноповерховий, у стилі пізнього класицизму (ампіру), побудований за проектом польського архітектора Якуба Кубицького. Будівля в формі видовженого прямокутного блоку на 15 осей, довжина — 44 метри, ширина — 16,5 метрів, висота — 14 метрів. Парадний фасад прикрашено шестиколонним портиком і трикутним фронтоном. В тимпані фронтону збереглося ампірне ліплення двох жіночих фігур (богині краси й кохання Венери та богині родючості Церери) поряд з ліпленим колом, у якому розміщений герб власників. Герб знищено за часів СРСР та відновлено у 2009 році.
Первісне розташування приміщень збережено майже повністю. Зокрема, у палаці є 5 зал (Кругла, Велика, Римська, Спочивальня та Японський кабінет). Разом вони утворюють анфіладу з боку паркового фасаду, містять багате художнє оздоблення у стилі ампіру. 
В Круглій (або ж Блакитній) вітальні відбувалися театральні постановки, танці, або ж вона могла служити музичним салоном. Праворуч від Круглої зали розташована Велика (або ж Червона) зала, у якій є 4 вікна. Ця зала слугувала господарям за їдальню. В одному з кутків зали стояв мармуровий камін.
Ліворуч від Круглої зали розміщена Спочивальня з двома вікнами.
По сусідству розташована Римська зала, що отримала назву за характерне оздоблення.

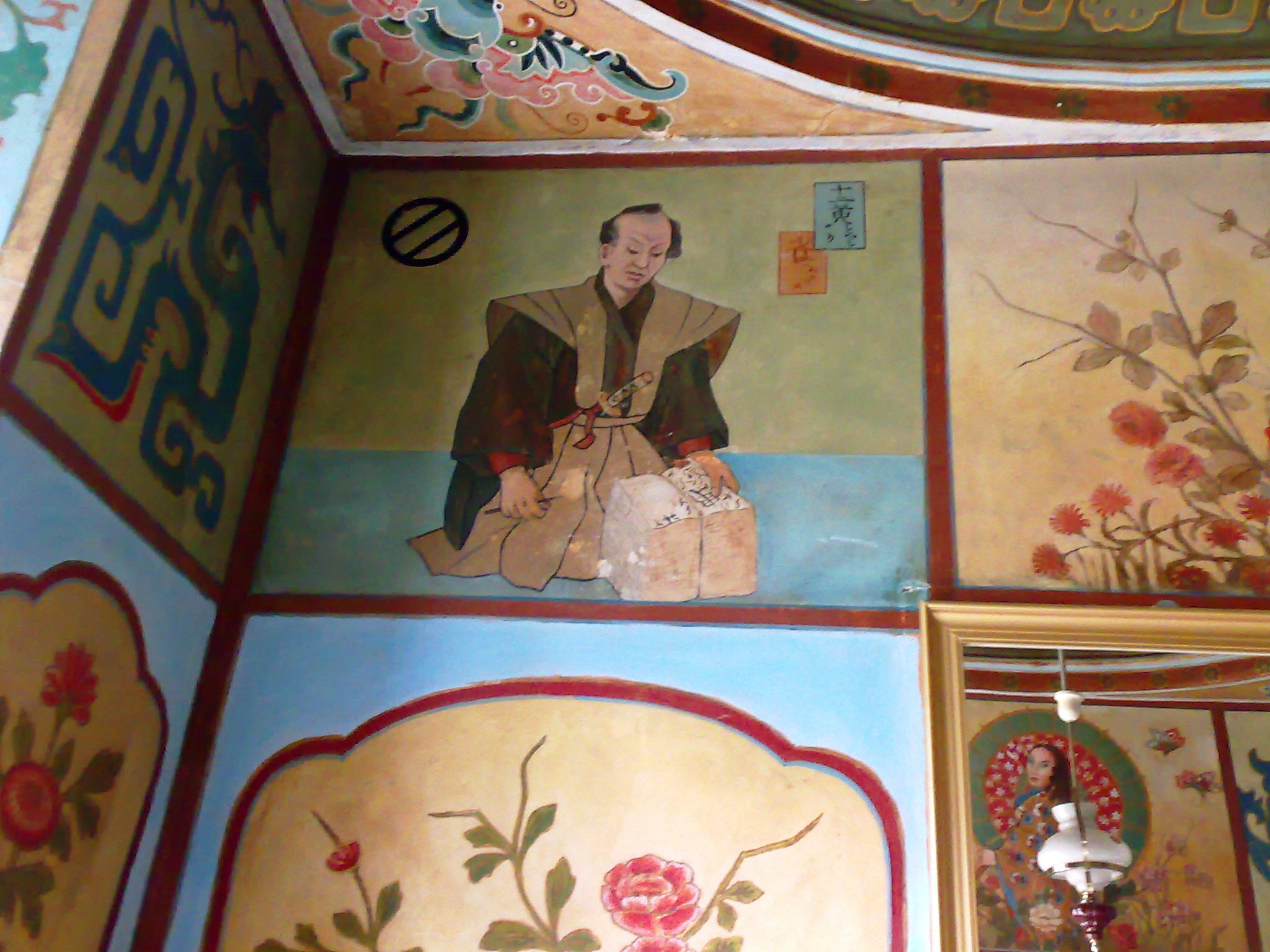
Японський кабінет у палаці в Самчиках. Частина розпису.

З Римської зали гість палацу може перейти до наріжної квадратної вітальні, що замикає анфіладу залів. Внаслідок тематики й стилістики зображень кімната отримала назву Японської. Її стіни від підлоги і до плафону повністю вкриті фресками. До 1951 року з Японської зали можна було через засклені двері вийти на ґанок і далі в парк, але ґанок знищили. Розпис стін складається з 3 ярусів. Нижній ярус — панель з декоративним візерунком (частково збережений). Середній ярус містить повторюваний сюжет: вазон із хризантемами у фігурній рамі. Верхній ярус містить різні сюжети: два зображення самураїв з мечами у вбранні періоду Едо за писанням великих книг, японку з парасолькою, чубатого журавля, драконів, метеликів, рослинні та геометричні візерунки, ієрогліфи. За розповідями мешканців села, у ніші навпроти дверей раніше стояла скульптура Будди.
В кімнаті досі зберігся автентичний паркет, який виготовили німецькі майстри.
На Волині зображення в подібному східному стилі раніше були в маєтку у селі Великі Зозулинці, на Чернігівщині — у палаці Кирила Розумовського в Батурині, але до сьогодні вони не збереглися. Як наслідок, фрески Японської кімнати в Самчиках наразі залишилися єдиною пам'яткою європейського орієнталізму початку XIX століття в Україні.
Парковий фасад прикрасили чотириколонний портик і сходинки в парк. Вікна портику напівциркульні, на фасадах прямокутні, прикрашені гірляндами і сандриками.
Оздоби інтер'єрів створив італійський (за іншими даними — швейцарський) скульптор Жан Батіст Цаґляно. Ліплення в інтер'єрах має високу мистецьку вартість (в стилістиці ампіру).

## Самчиківський парк
Історично першим парком при маєткові був парк Хоєцьких. Але архітектурний ансамбль, розбудований на початку XIX століття Чечелем, не надто добре вписувався в старий парк. Тому для планування нового пейзажного парку в садибі у 1801 році було запрошено відомого на землях України (тоді в складі Російської імперії) садівника Діонісія Мак-Клера (1762–1853), засновника, серед іншого, ботанічного саду в місті Кременець, найстарішого серед ботанічних садів України.
Мак-Клер вдало використав наявний природний деревостан, переробив паркові алеї та стежки, змінив компонування насаджень, створив штучний рельєф з яром та гіркою-альтанкою.
У 1902–04 роках Михайло Шестаков приєднав до парку ще 3 га території, на яких було закладено нові ділянки парку в регулярному (класицистичному) стилі.
Парк зберігав свій вигляд аж до 1950-х рр., коли внаслідок діяльності Хмельницької державної сільськогосподарської дослідної станції він став змінюватися. У 1956 р. вирубано значну частину віковічних дерев, натомість було насаджено надміру ялин, що не відповідало місцевим умовам.
Наразі історико-культурний заповідник провадить відновлювальні роботи згідно з проектом інституту «Укрпроектреставрація» задля відтворення історичних ландшафтів маєтку. Зокрема, відновлюють паркові картини, газони, квітники, вирубують зайві хвойні дерева, які закривали мальовничі перспективи парку.
Парк займає територію 18,8 га. У ньому ростуть 200 порід дерев і кущів, окремим з дерев більш ніж двісті років. Є й рідкісні дерева, зокрема занесені до Червоної книги України: модрина польська та сосна кедрова європейська (Pinus cembra), а також єдиний в краї екземпляр ясена американського горіхолистого.

## Китайський будинок-льодовня

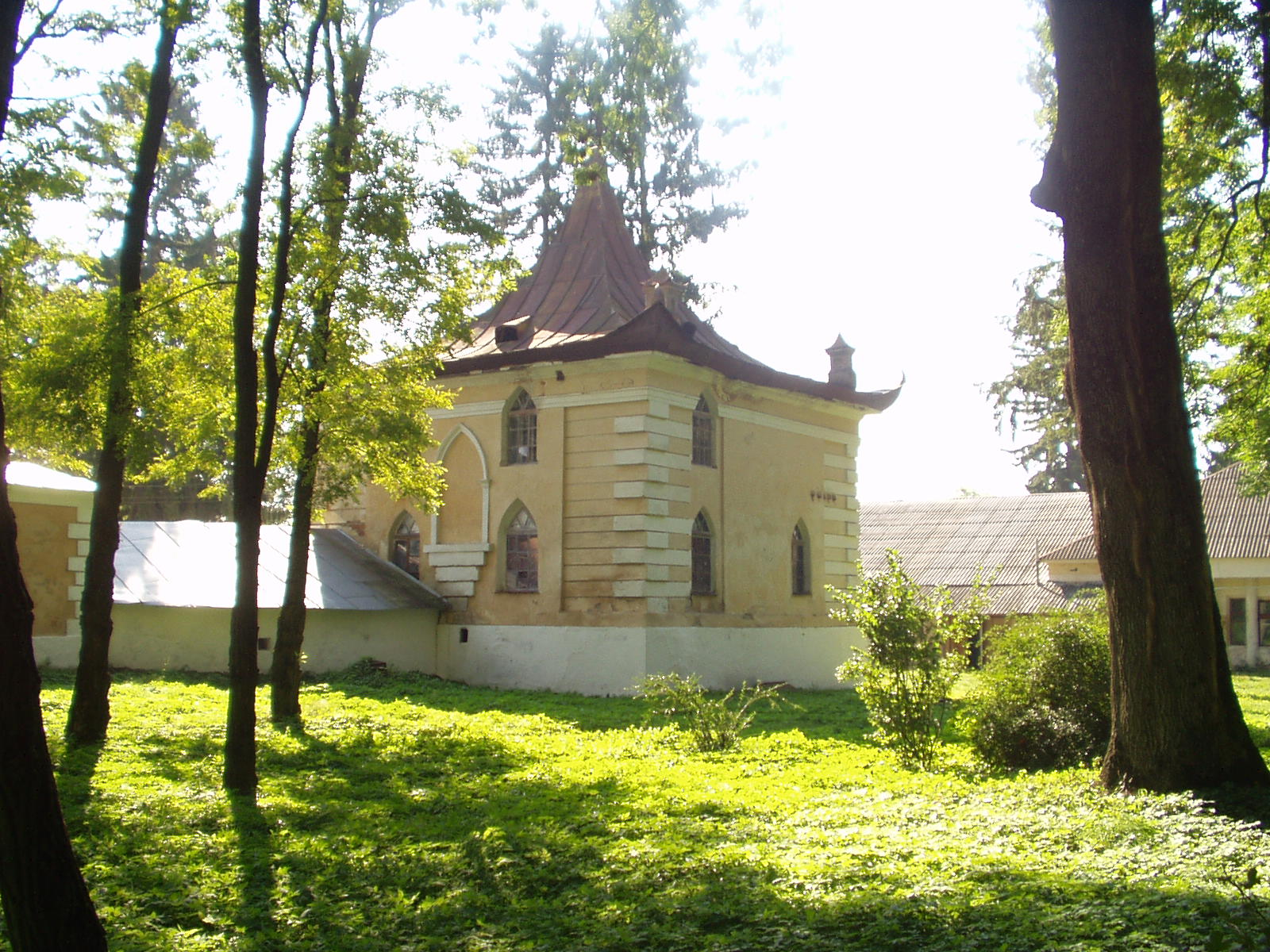
Китайський будиночок

Паркові будівлі в стилі класицизму доповнили і провінційним зразком шинуазрі — Китайським павільйоном. Вибудуваний з цегли, потинькований, прикрашений рустикацією, пілястрами, розфарбований в біло-жовті кольори, він теж цілком належав би класицизму, аби не висока гнучка покрівля з заокругленими «рогами» на кутах, який своєю формою нагадує дах китайської пагоди. На шпилі — флюгер у вигляді прапорця, у якому прорізаний напис «1814».
Будинок цікавий і як приклад улаштування в давнину льодовень. У центрі глибокого льоху споруди вмуровано квадратну камеру, що перекрита підлогою цоколю. Крізь отвір у підлозі до льоху засипали лід, який заготовляли поруч, на річці Случ. У стінах льодової камери розташовані ніші з полицями, де і зберігалися продукти.

## Галерея

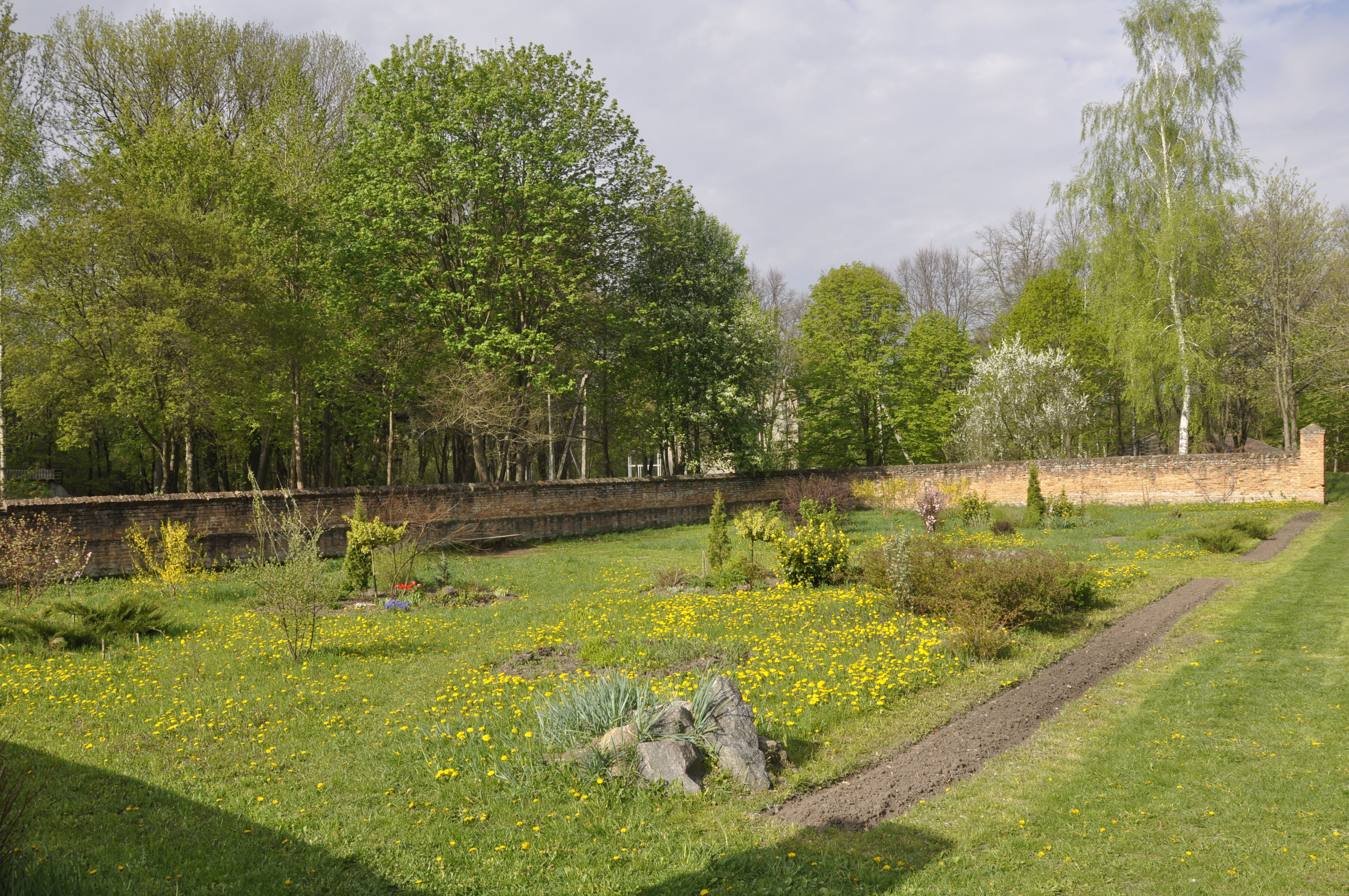
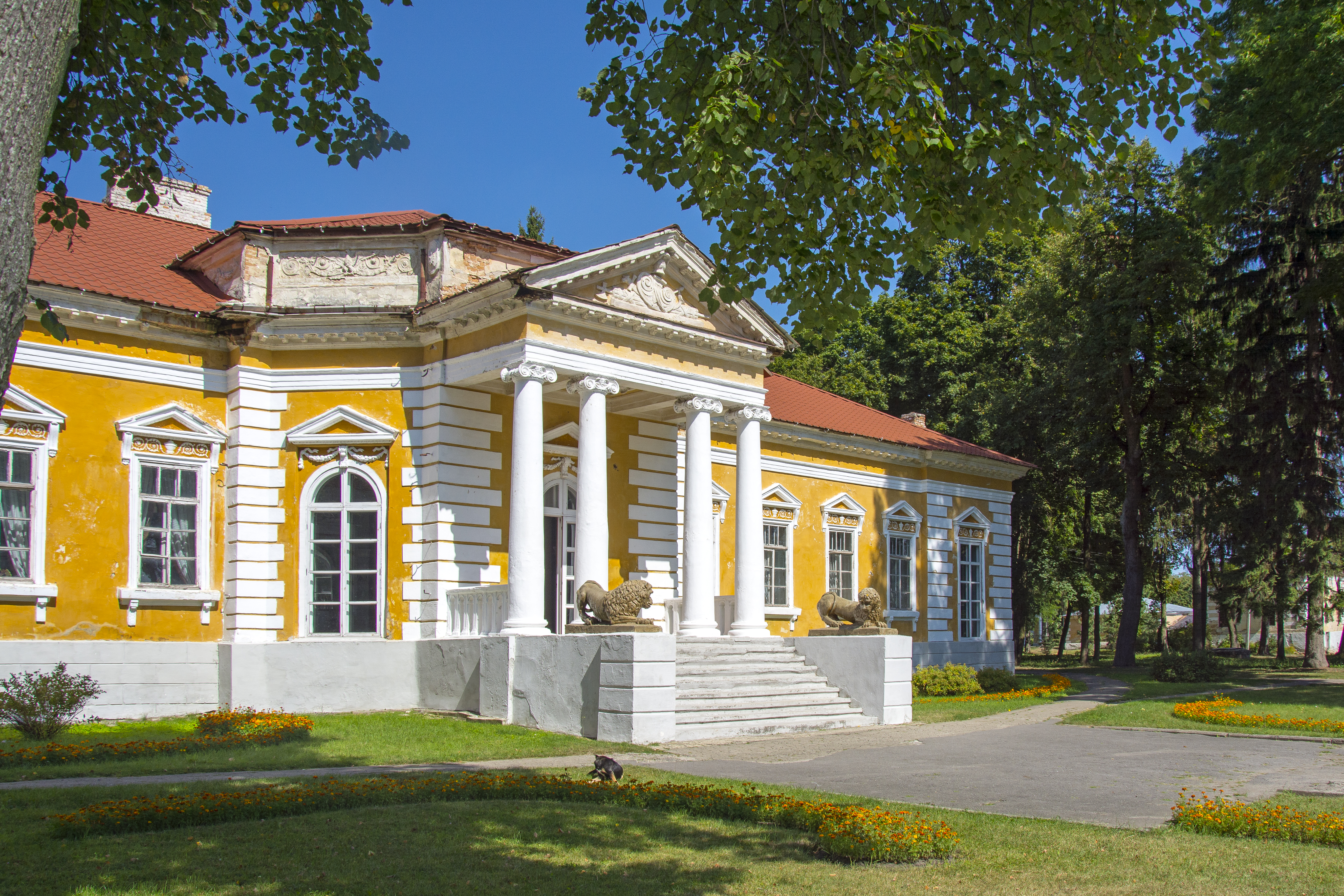
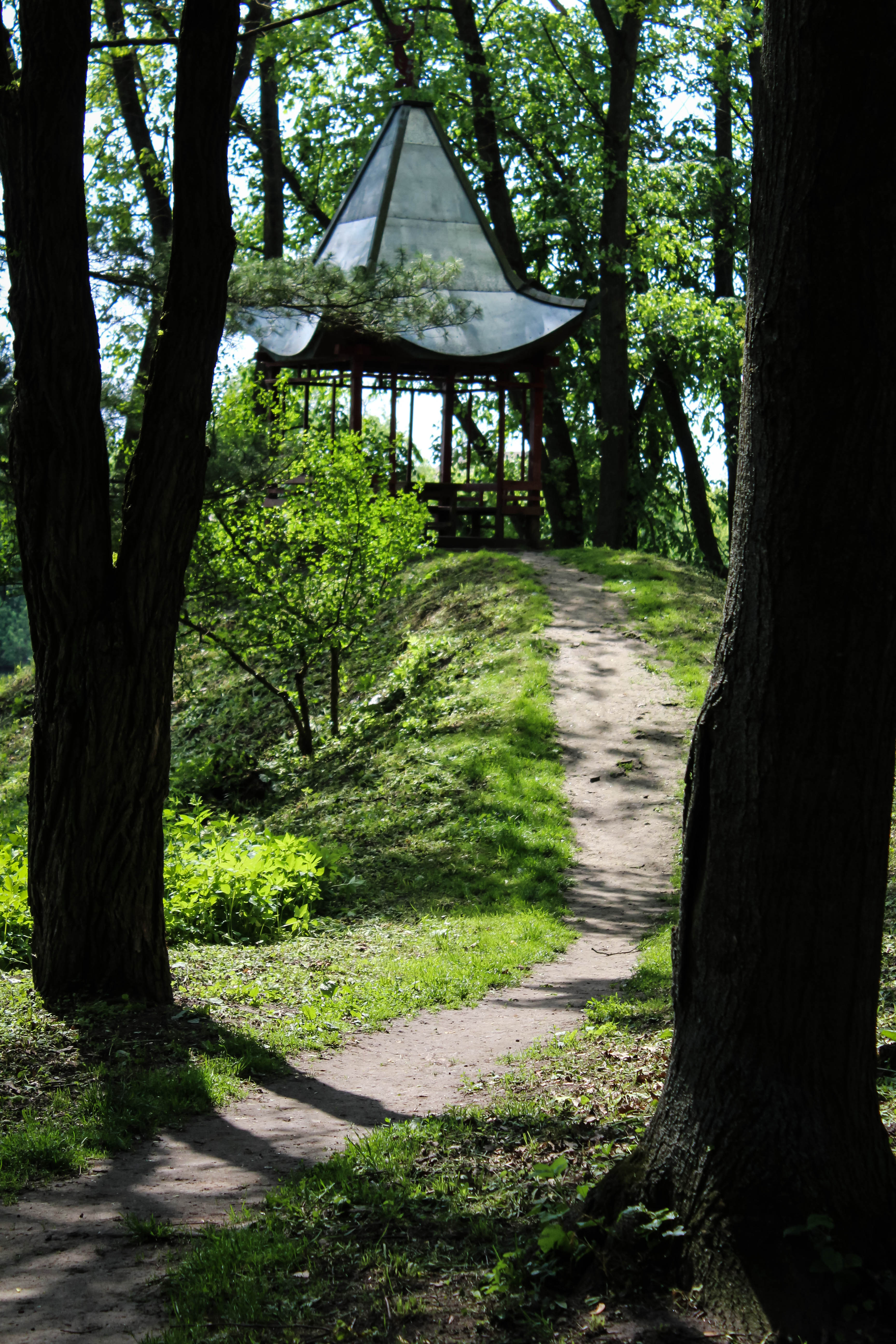
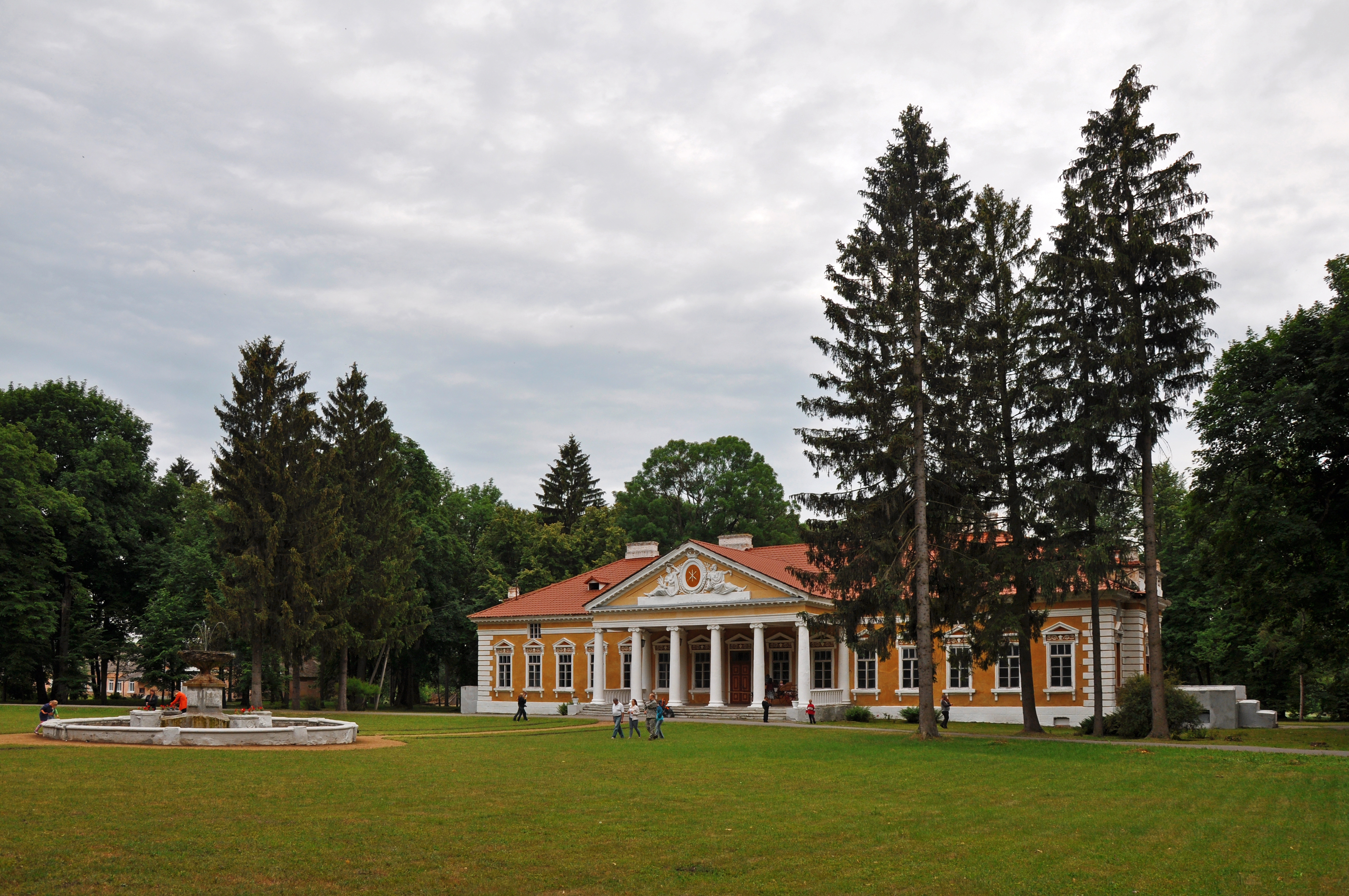
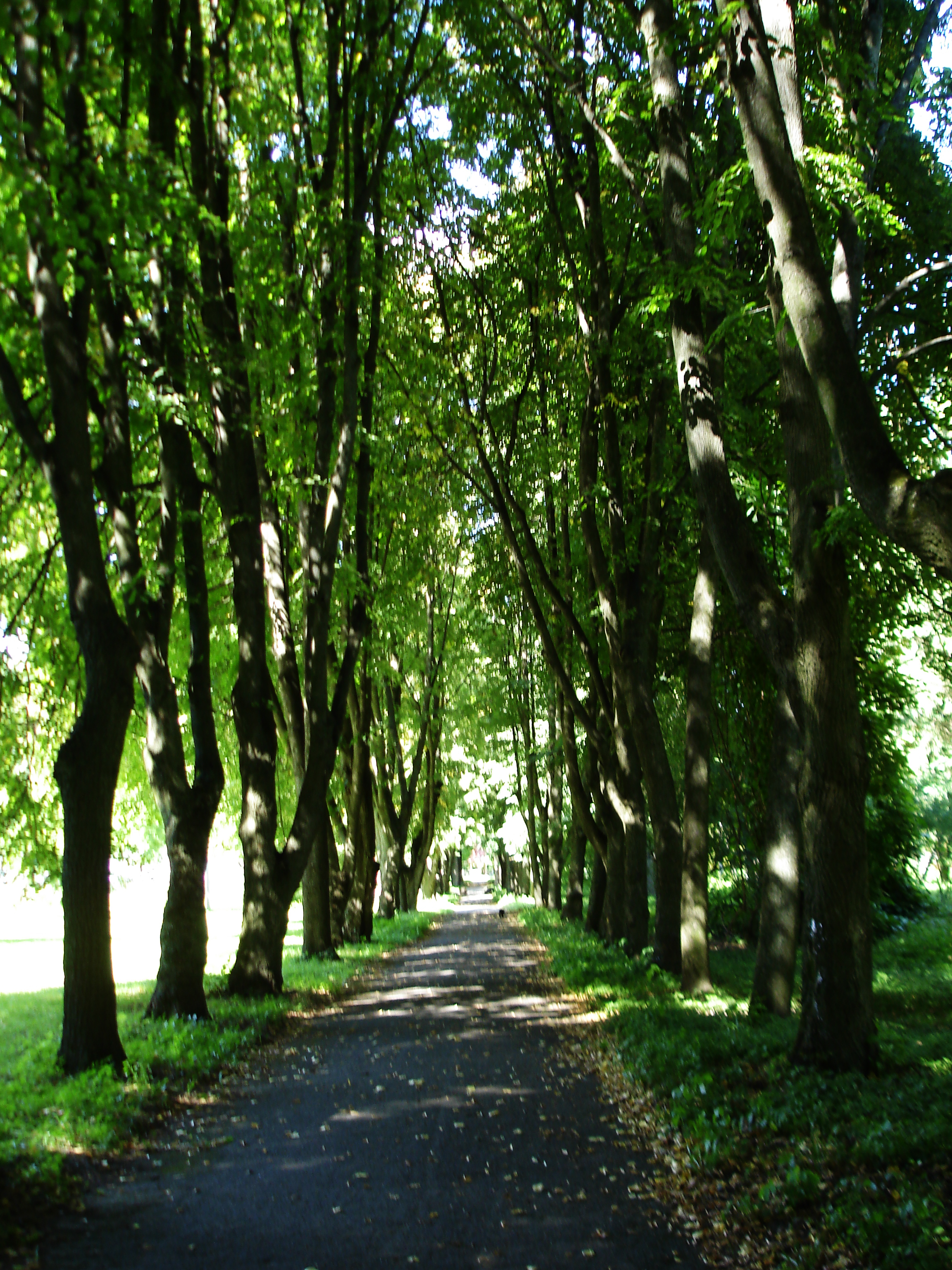
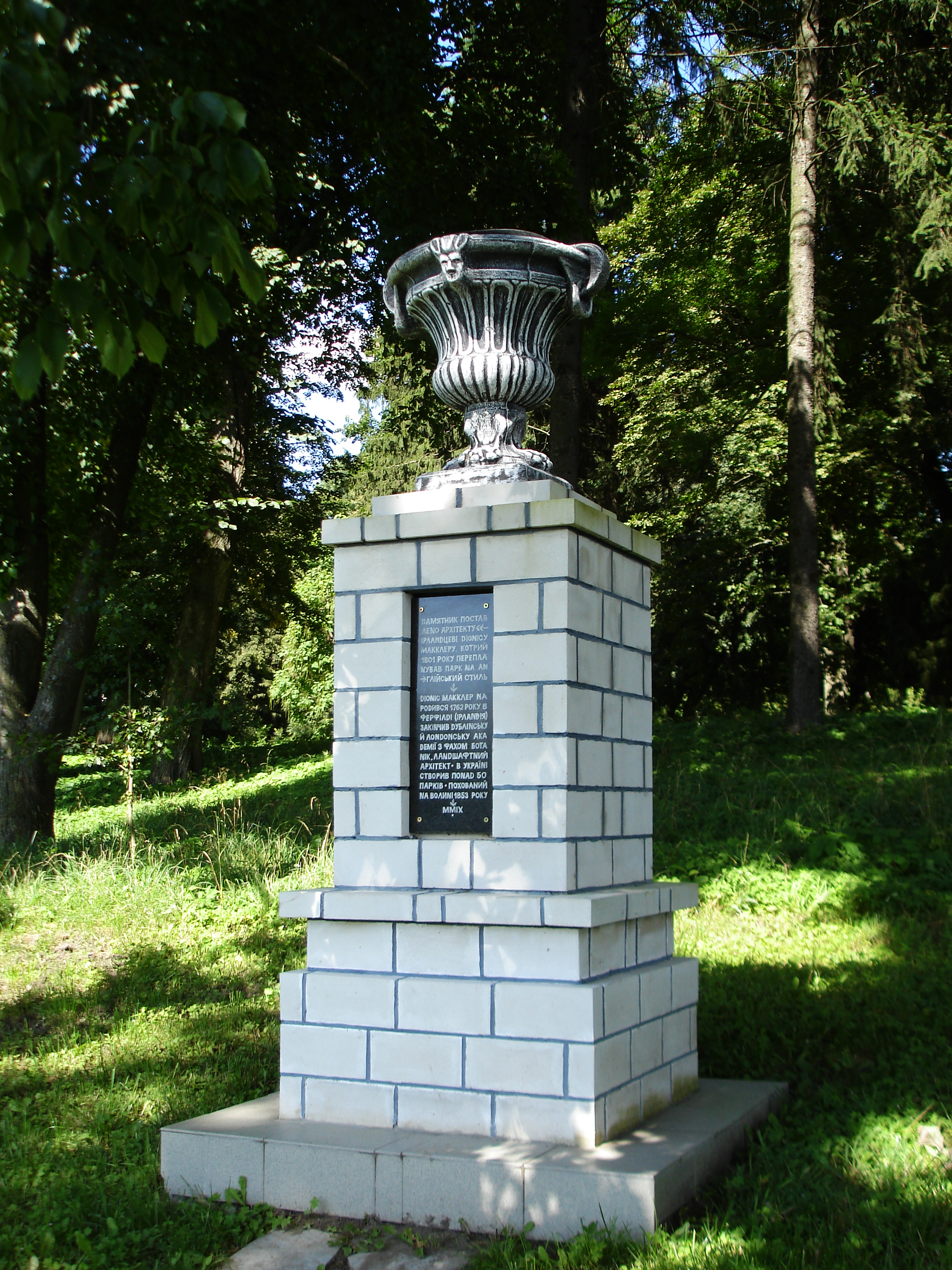
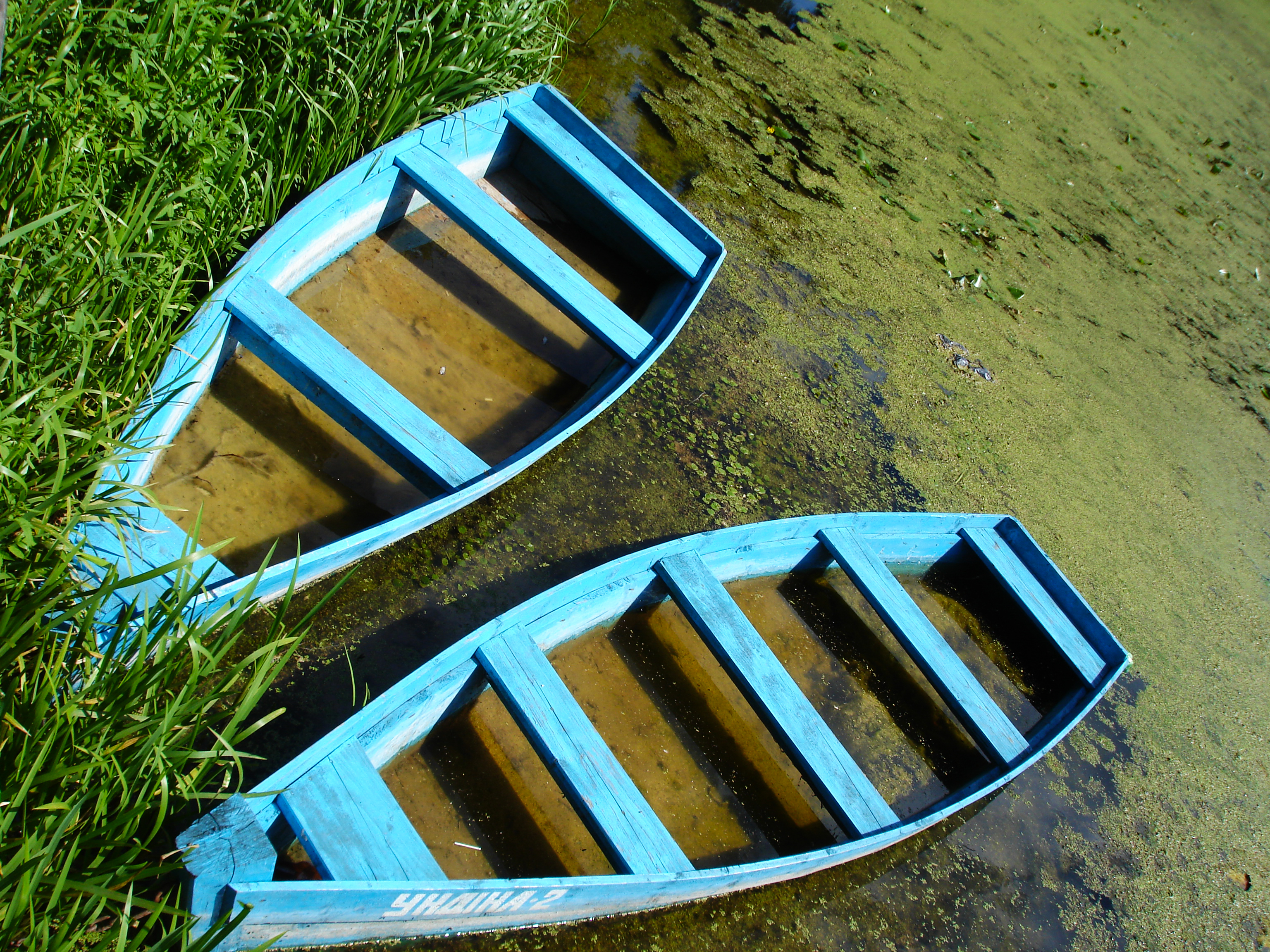
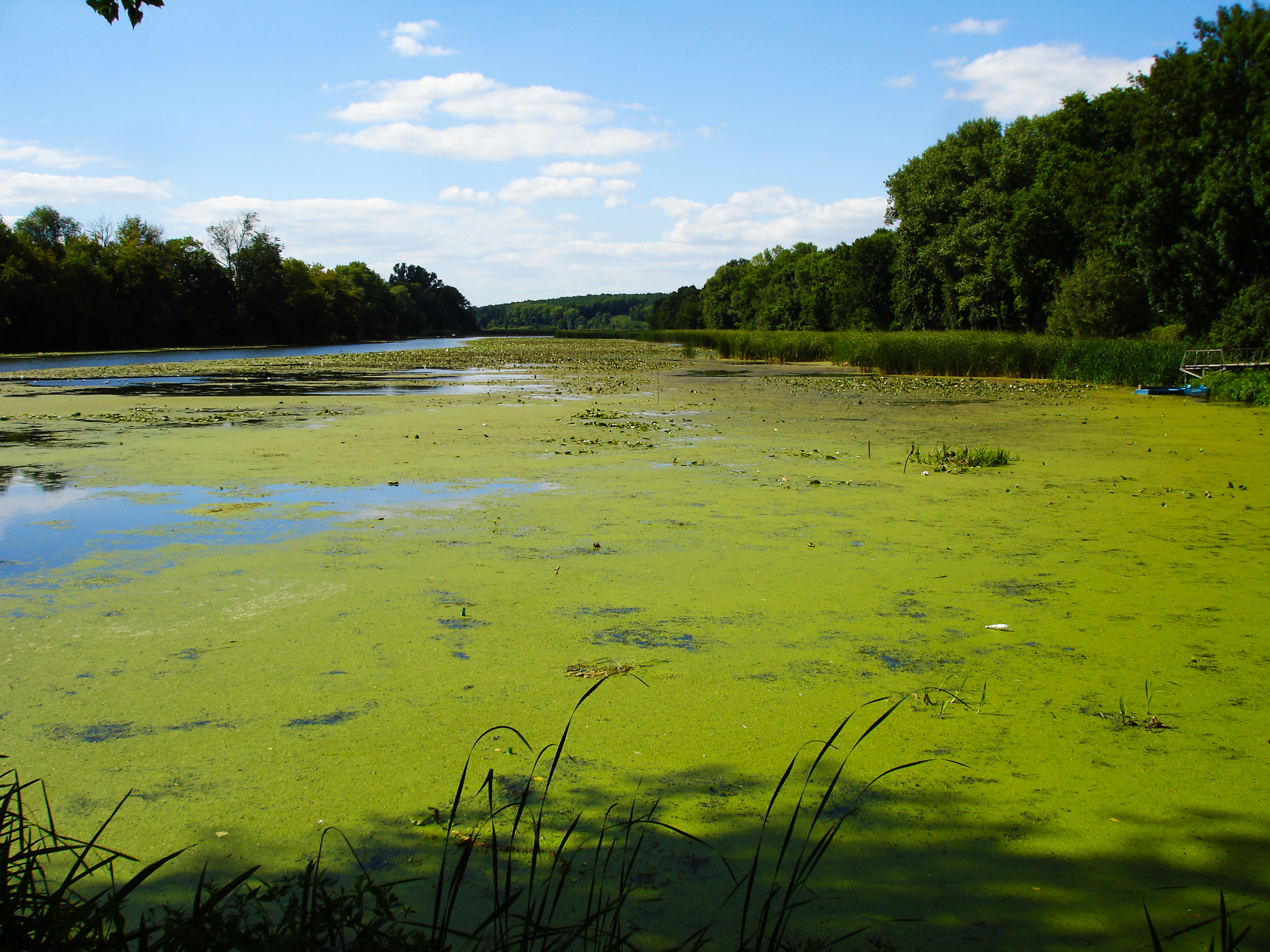
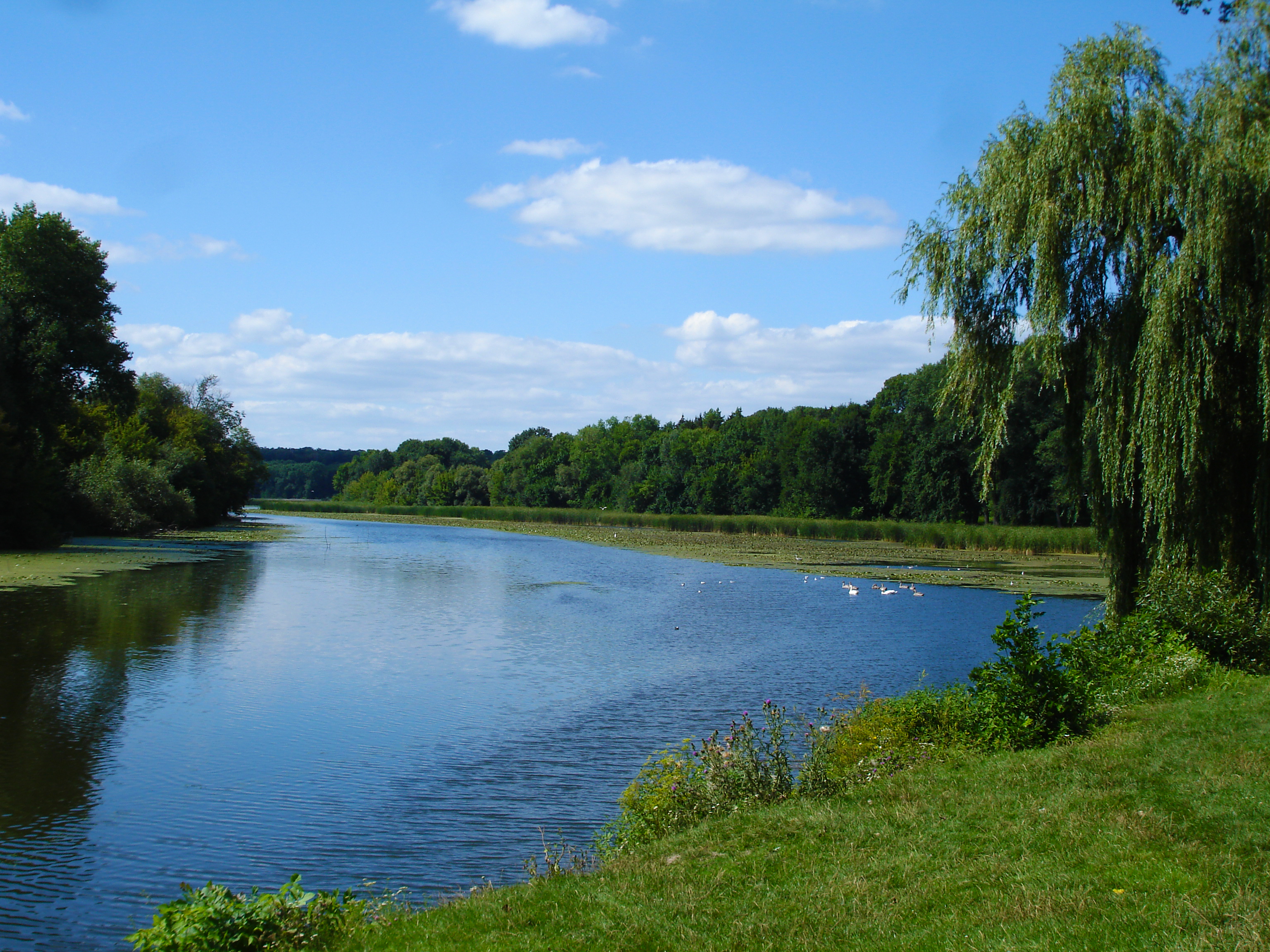
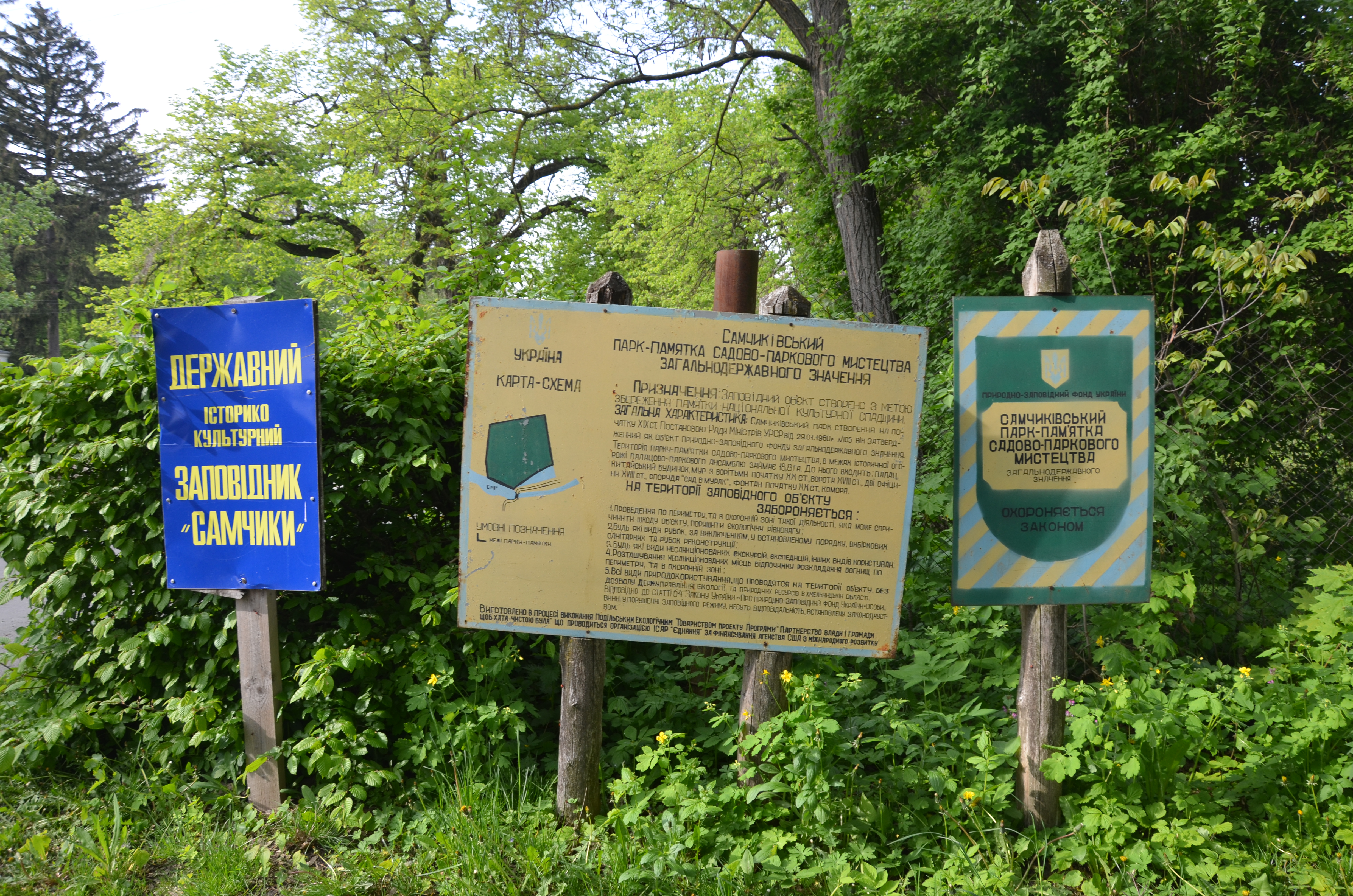
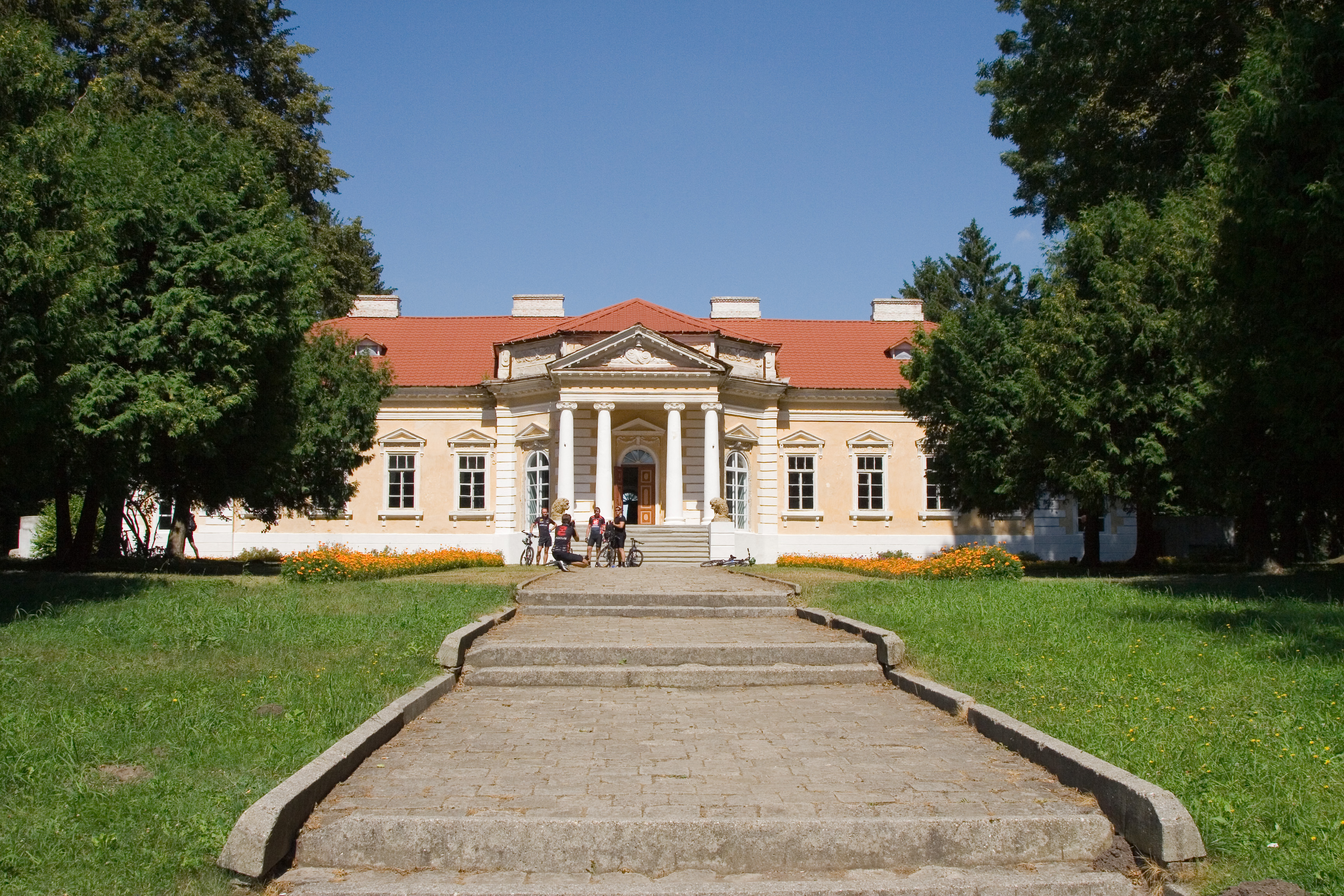
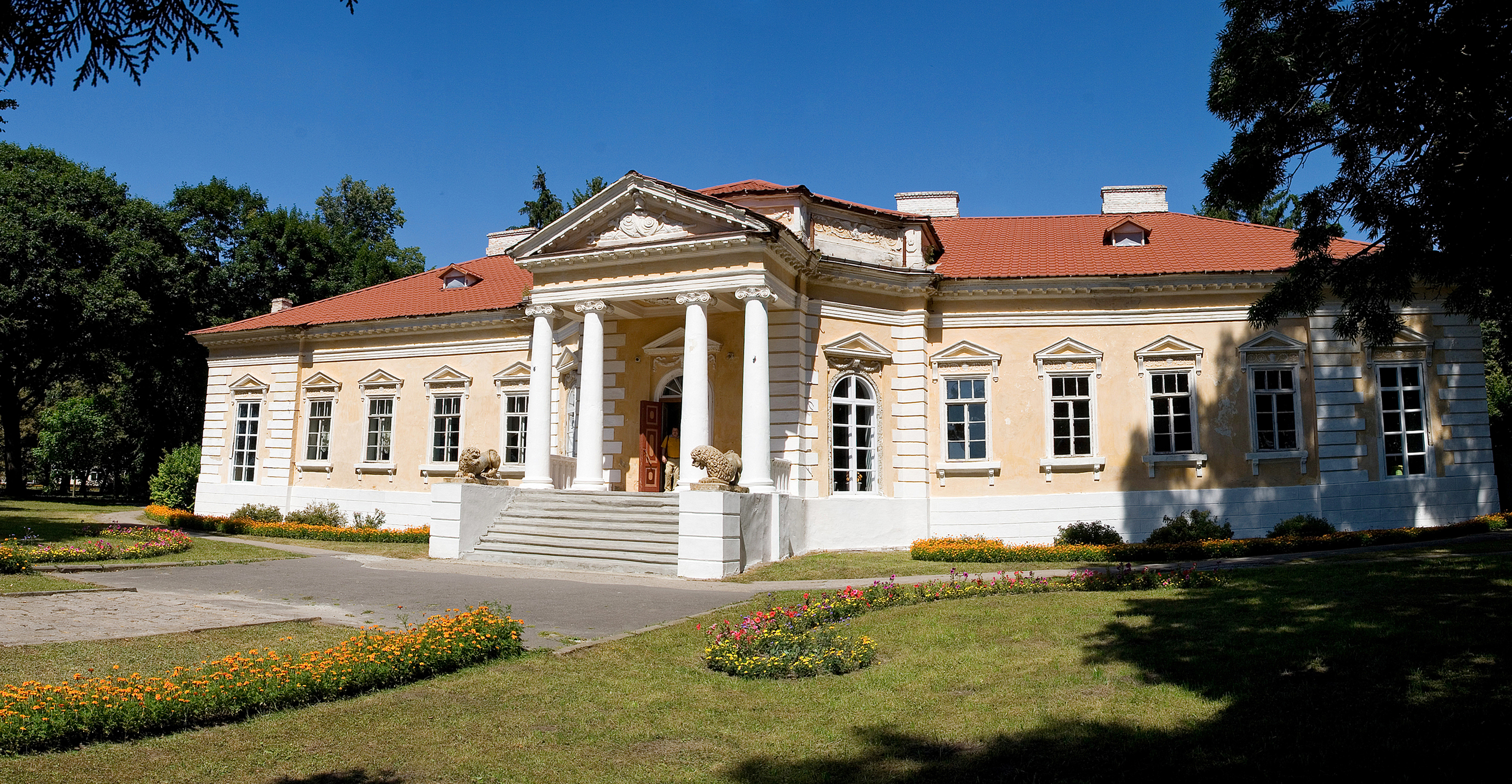
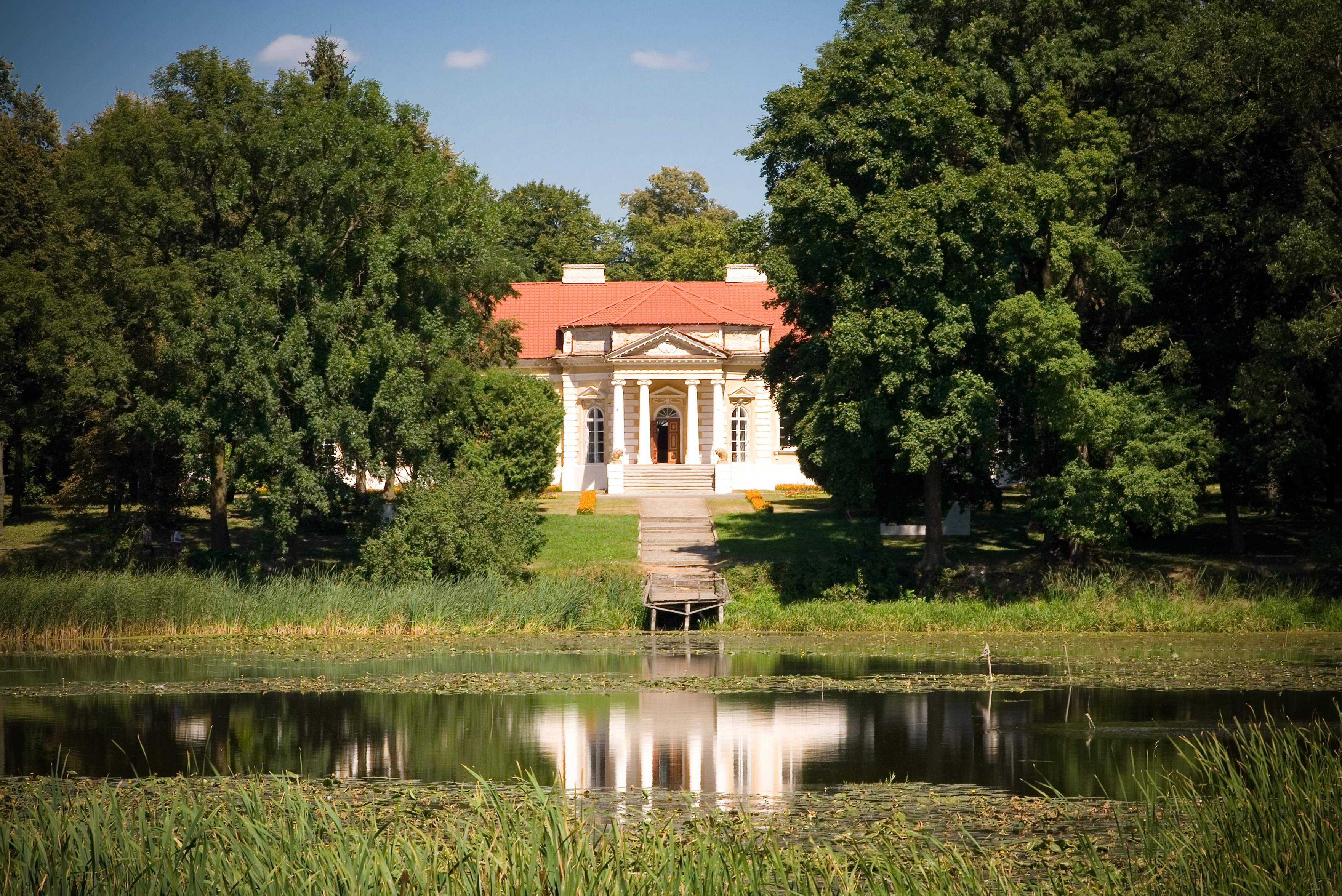
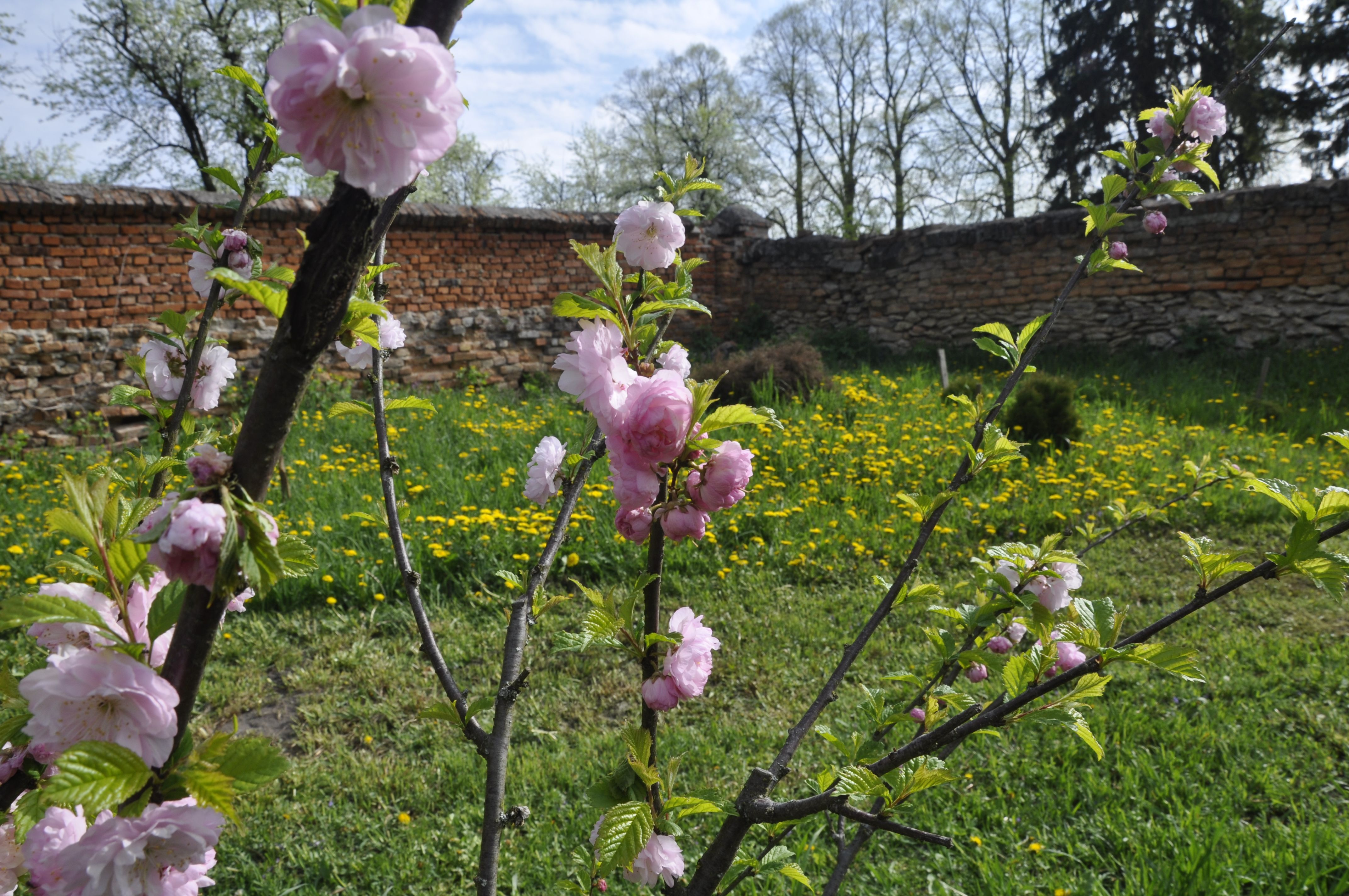
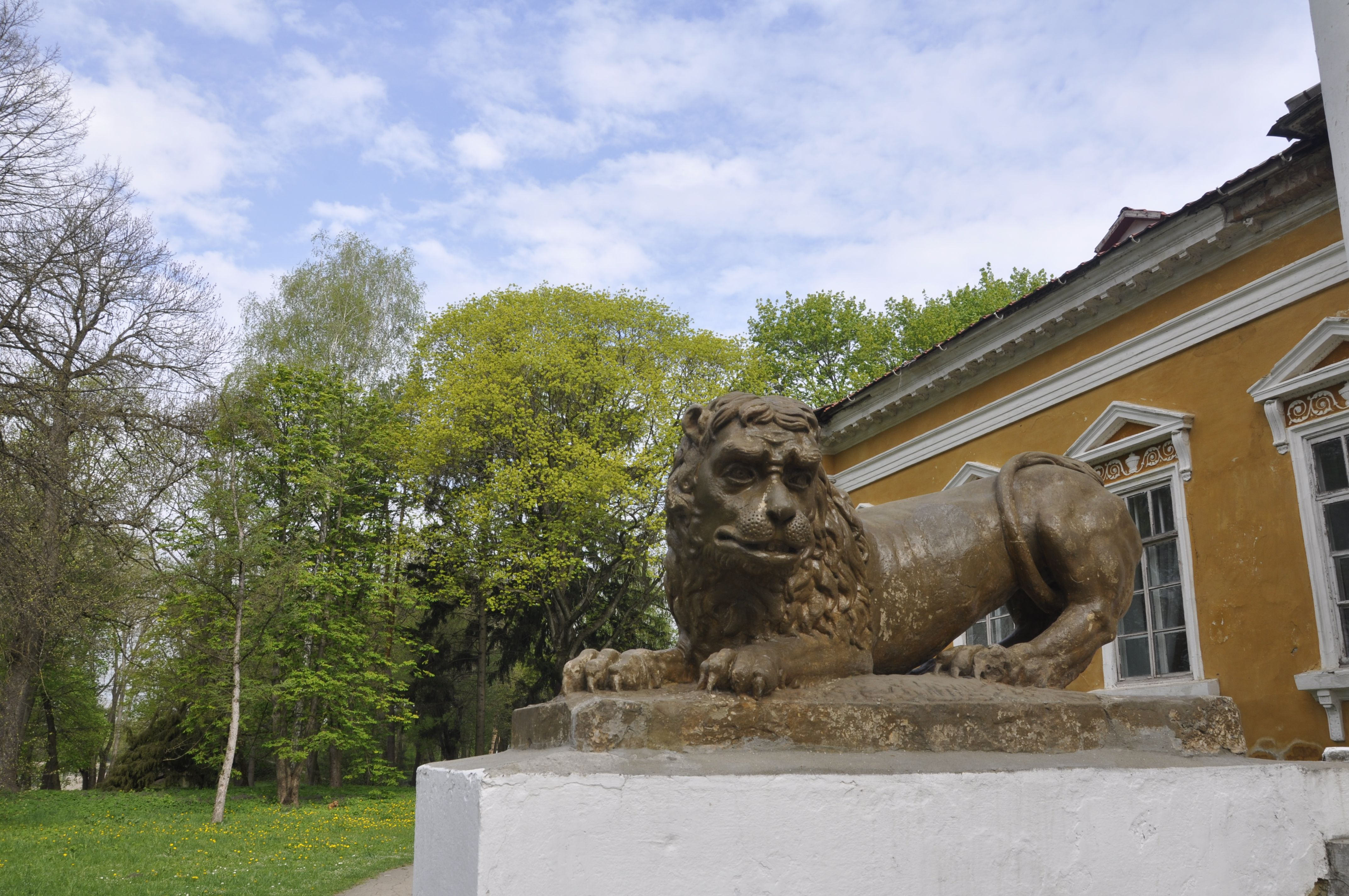
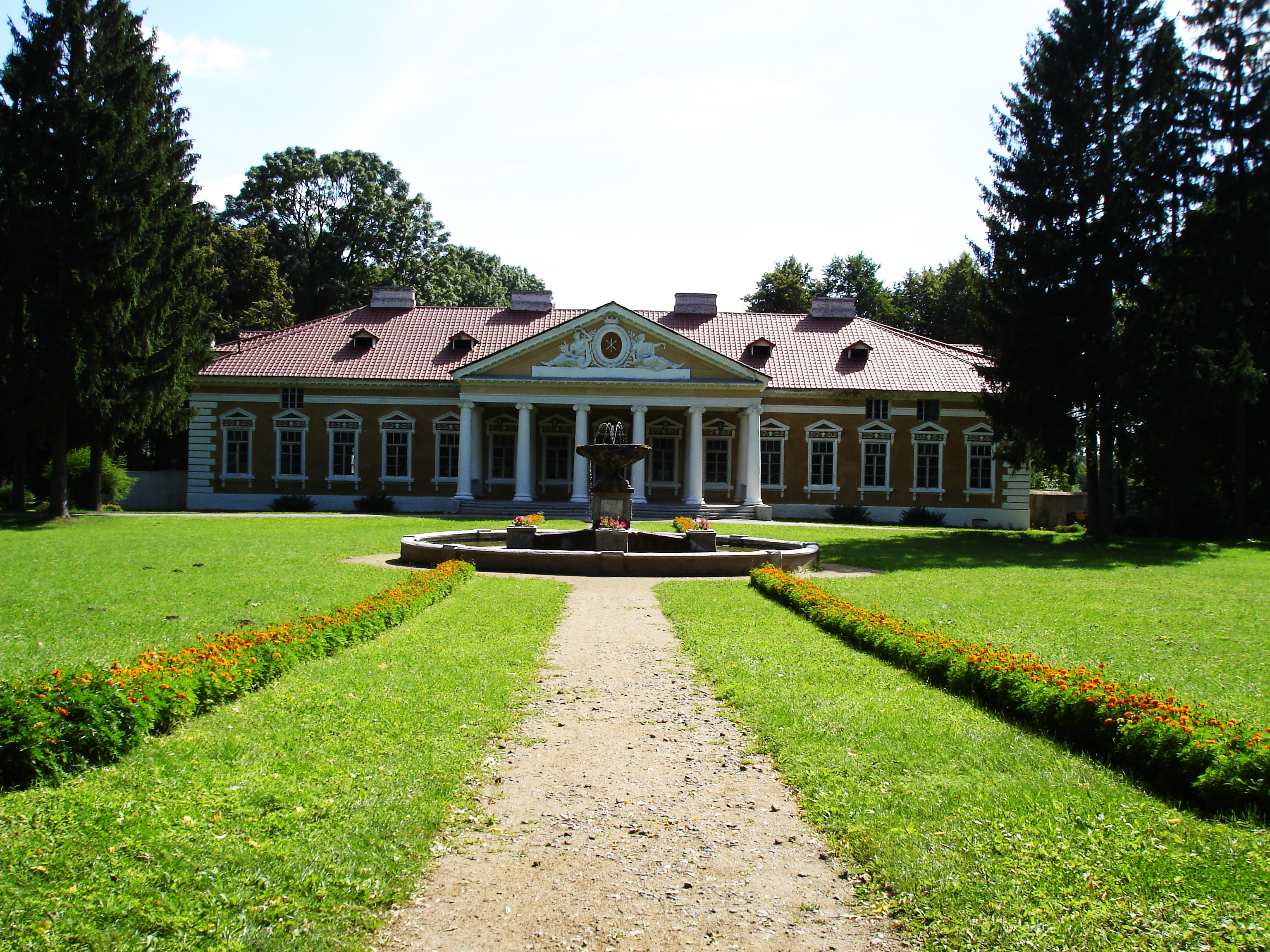
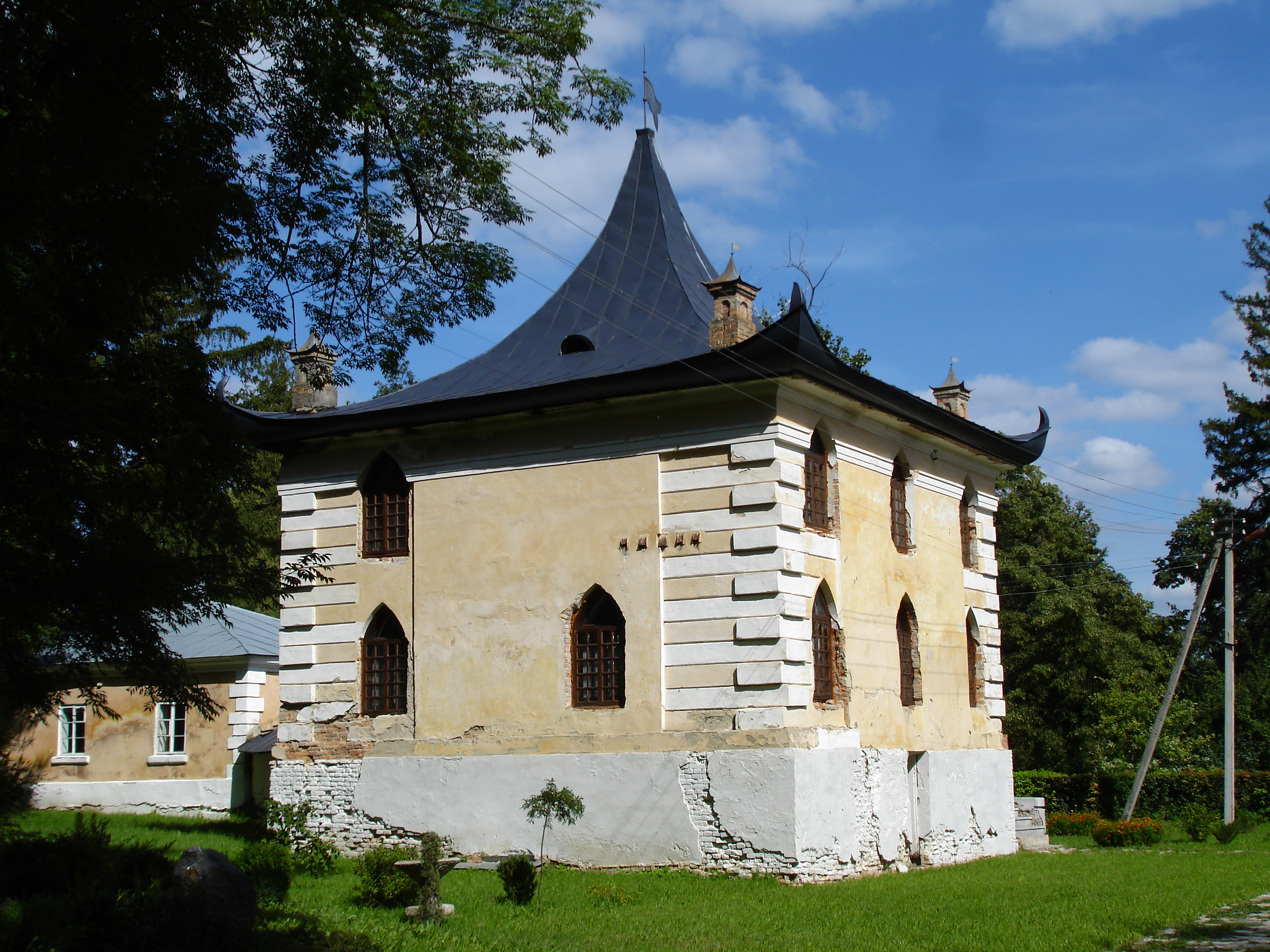
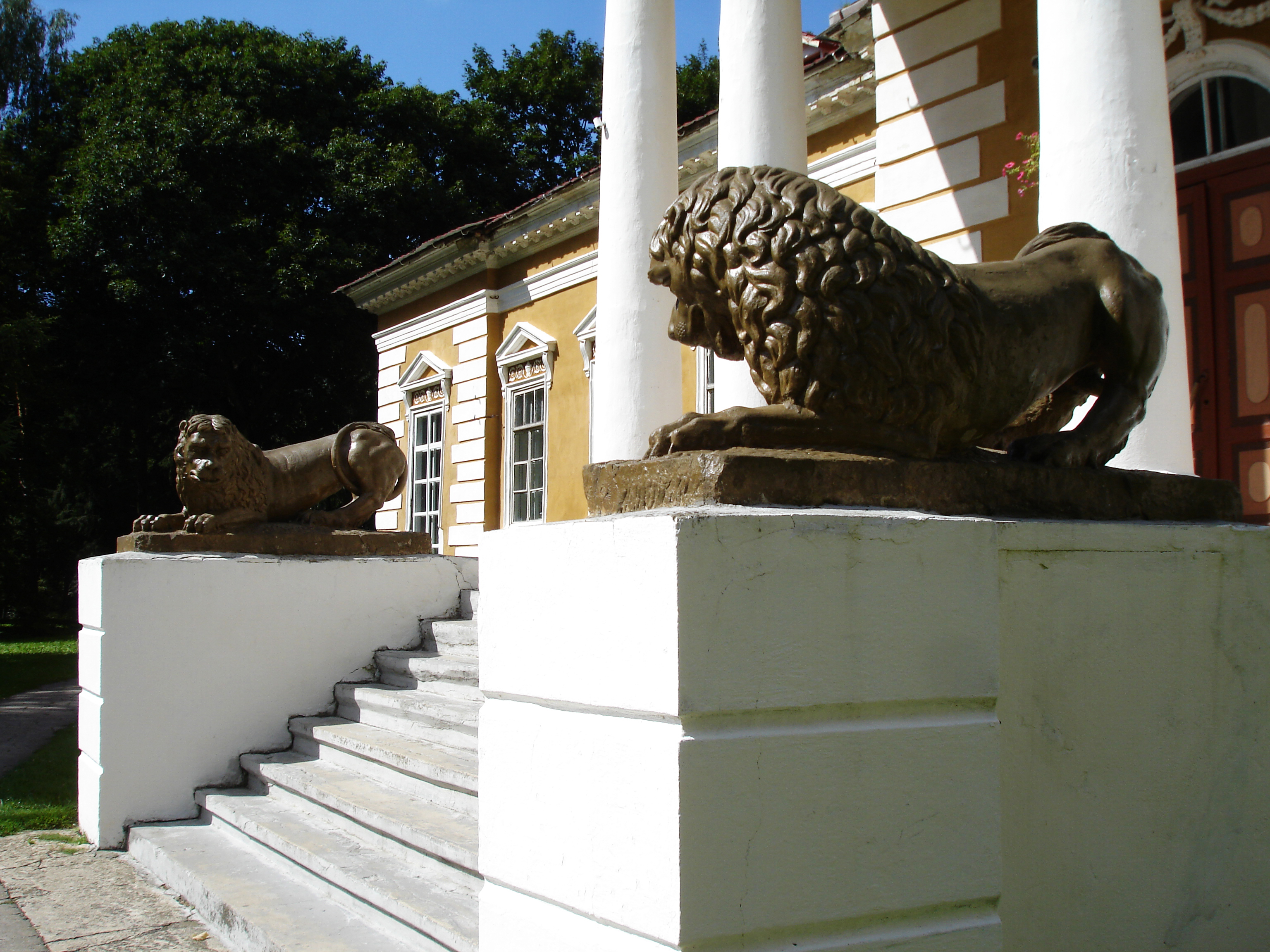
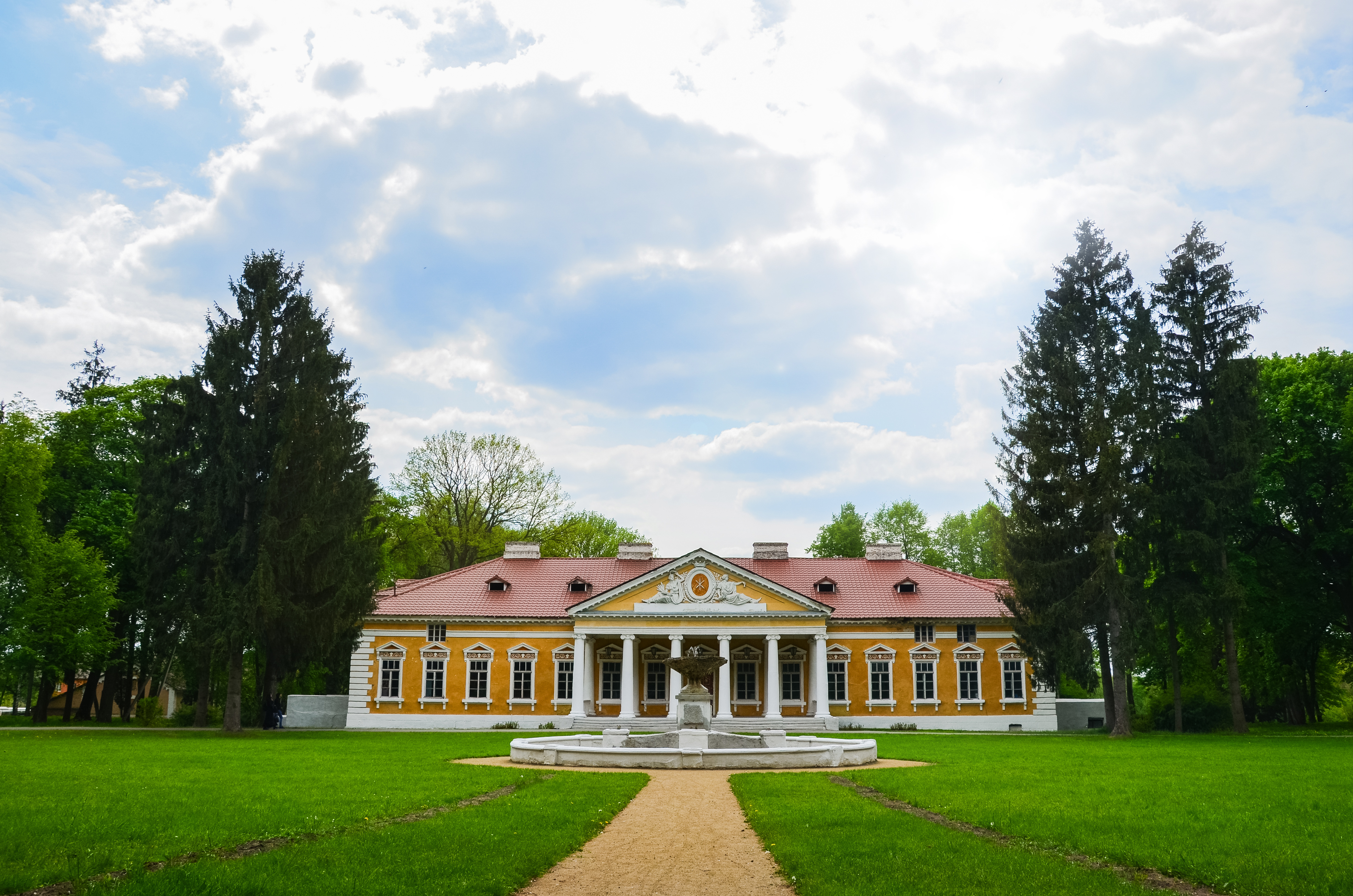
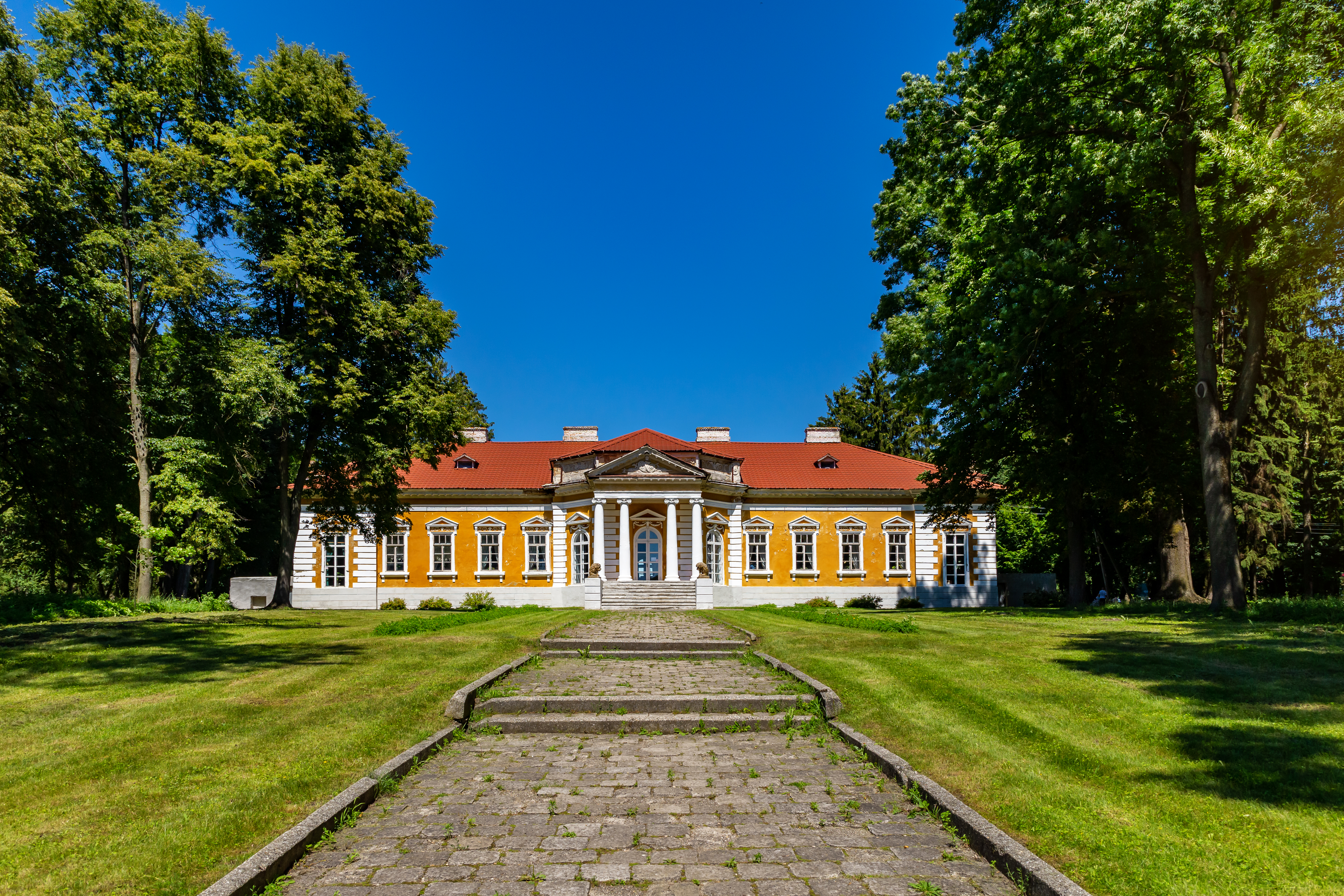
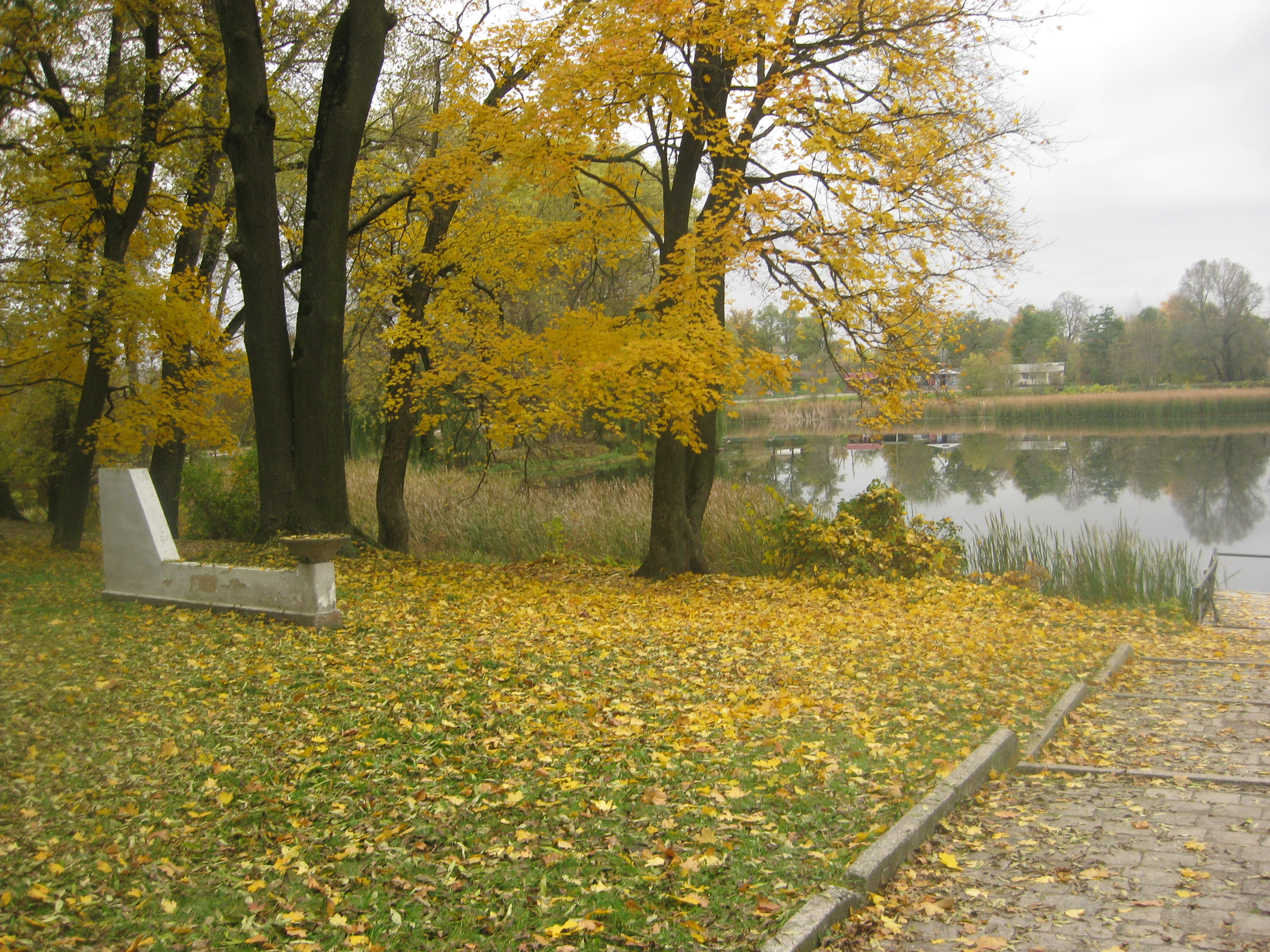
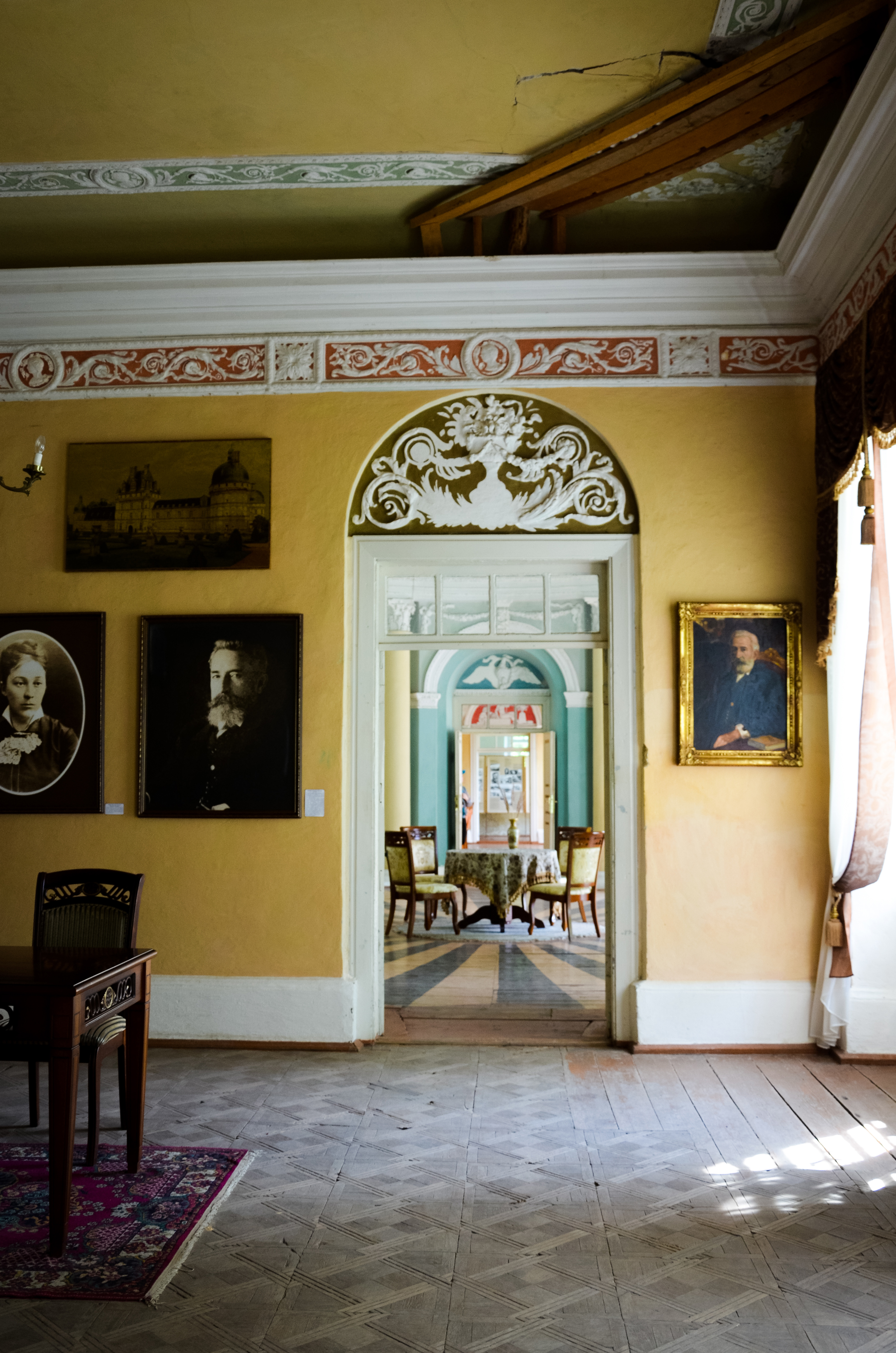
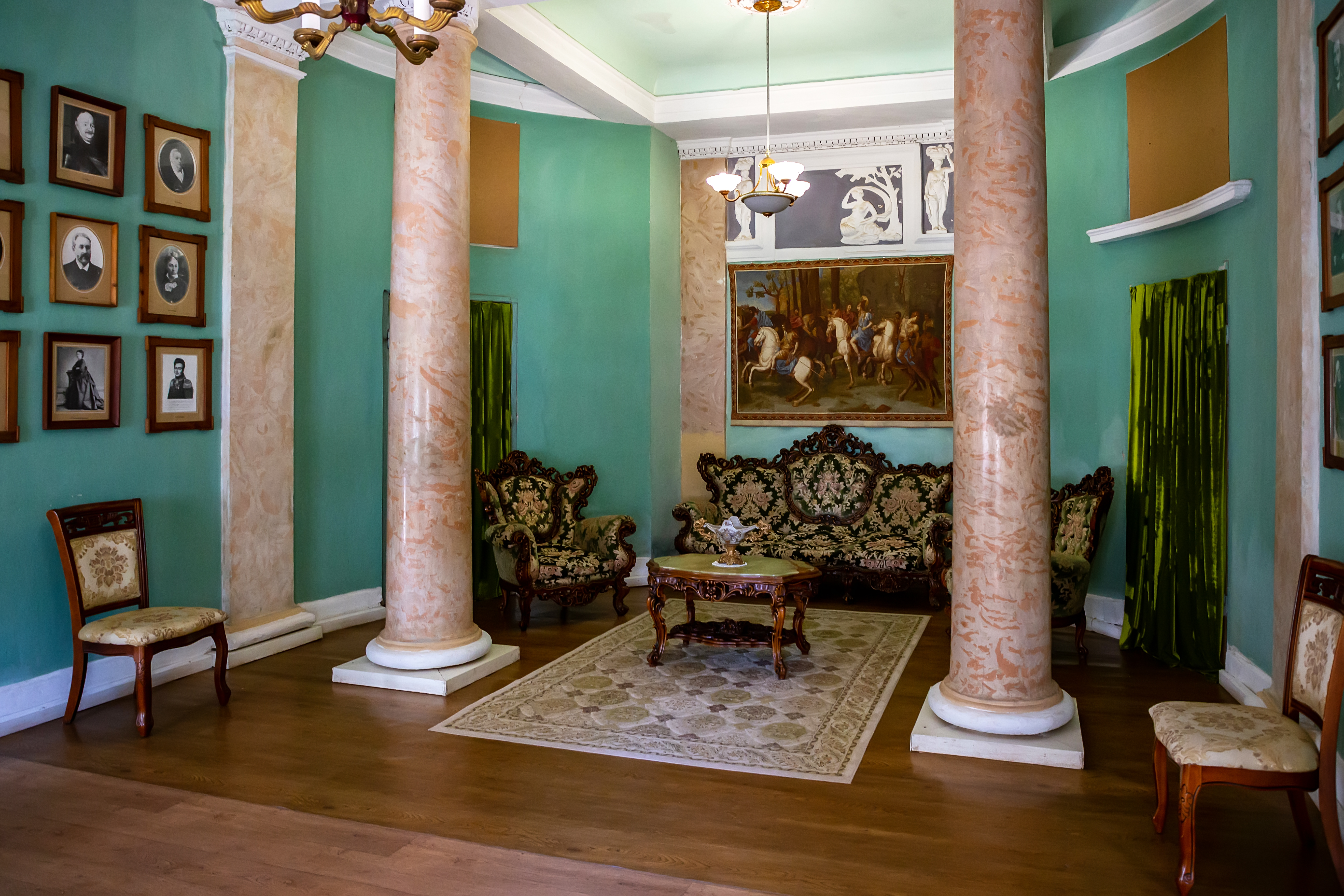
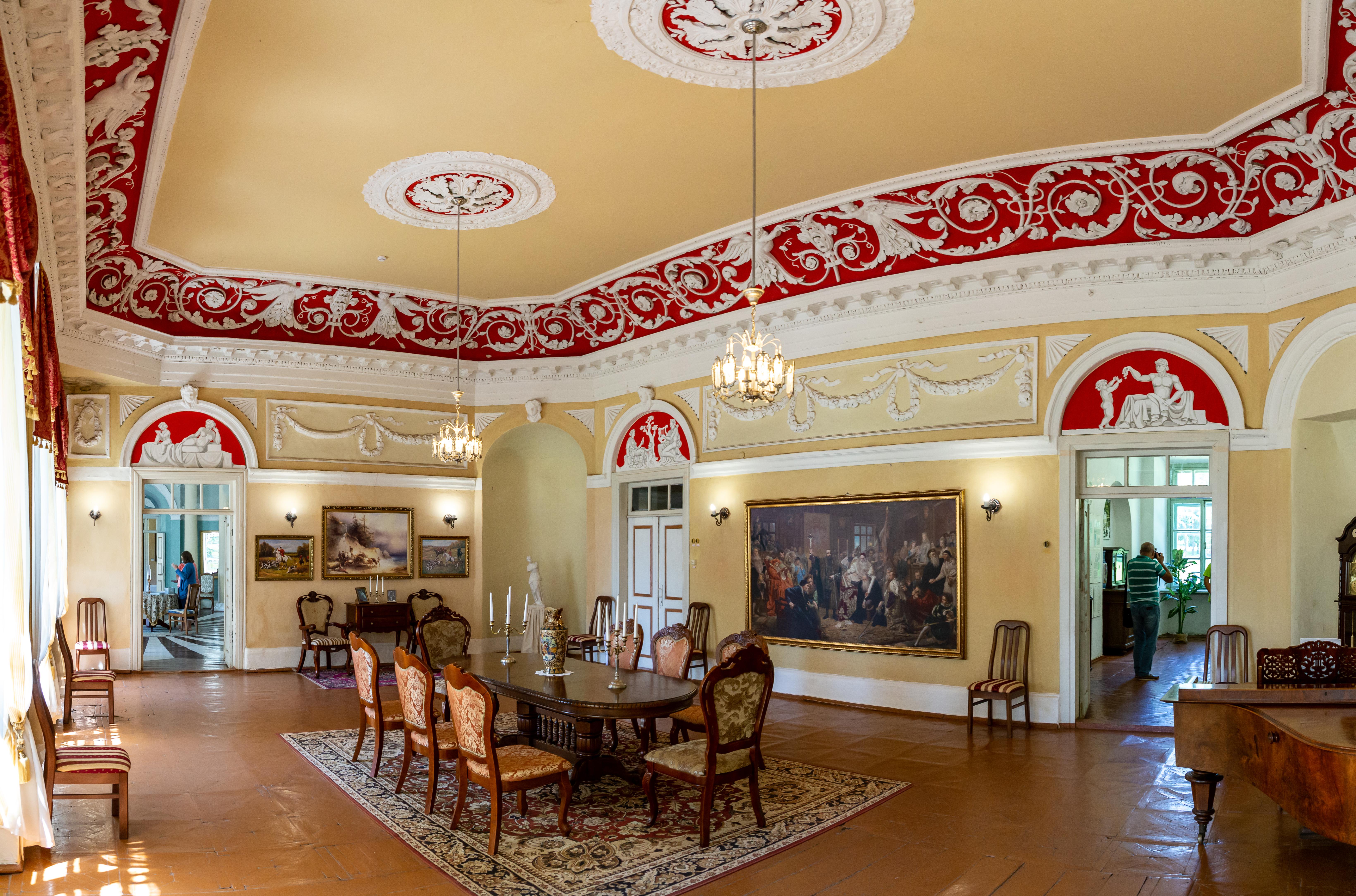

## Транспорт
Найближча залізнична станція — Ложава.

## Імпреза по-самчиківськи
З 2014 року на території Палацово-паркового ансамблю «Самчики» щорічно проводиться мистецький фестиваль «Імпреза по-самчиківськи». На фестивалі виступило чимало знаних народних артистів та митців Хмельниччини й України. Але щороку у Самчиках приймають й новачків — поетів та виконавців.

## Виноски
1. ↑  Олійник І. У Самчиках знімають «Вовче сонце» // Є-Поділля. — № 40. — 3 жовтня 2013.